# Jurong Bird Park
Koordinaten: 1° 19′ 5″ N, 103° 42′ 26″ O
Der Jurong Bird Park (chinesisch 裕廊飞禽公园; malaiisch Taman Burung Jurong) war ein zoologischer Garten in Singapur, in dem Vögel gehalten wurden. Der Vogelpark hatte eine Größe von 20 Hektar und befand sich auf dem westlichen Hang des Jurong Hill im Gebiet von Boon Lay im Distrikt Jurong.

## Beschreibung
Im Jurong Bird Park konnten etwa 3500 Vögel aus rund 400 Arten und hiervon speziell Arten aus Südostasien beobachtet werden. Der Vogelpark wurde am 3. Januar 1971 eröffnet. Die Kosten beliefen sich auf 3,5 Millionen Singapur-Dollar. Der Vogelpark gliederte sich in verschiedene Themenbereiche auf die in den Folgejahren nach dem Jahr 1971 angepasst und durch neue Volieren, Dienstleistungen und Informationsangebote ausgebaut wurden. Der Schwerpunkt des Vogelparks lag auf Themen der Ornithologie und an die jeweiligen Vogelarten angepassten Lebensräumen mit bestimmten Pflanzenarten und angepassten Volieren die Brutmöglichkeiten der Vögel erlaubten.

### Zooführungen und Kurse

#### Kindergärten, Schulen und Familien
Im Rahmen von Zooführungen und Kursen konnten Gruppen von Kindergärten und Schulen an spezifisch gestalteter Wissensvermittlung teilnehmen. Diese Lerneinheiten wurden Familien bei einem Besuch im Vogelpark zur freien Verwendung zur Verfügung gestellt. Aufgrund der Einschränkungen durch die COVID-19-Pandemie pausierten einige der Programme in den Jahren 2020 und 2021.

#### Lehrer und Erzieher
Für Lehrer und Erzieher wurden weiterführende Veranstaltungen im Rahmen von Fortbildungen angeboten zum Beispiel das Ausfüllen Beobachtungsbögen für Tiere und Ideen für Unternehmungen im Zoo vorgestellt.

## Themenzonen

### Baumkronen Afrikas (African Treetops)
In dieser Zone war eine Voliere errichtet, die den Lebensraum in einem tropischen Regenwald nachbildete. Es wurden die Lebensräume in den verschiedenen Bereichen von der Baumkrone bis zum Regenwaldboden und durch an diese Bereiche gebundenen Vogelarten dargestellt. In dieser Voliere konnten zum Beispiel die Vogelarten Grauglanzstar (Lamprotornis unicolor), Grünschwanz-Glanzstar (Lamprotornis chalybaeus), Riesenturako (Corythaeola cristata), Königsglanzstar (Lamprotornis regius), Langschwanz-Glanzstar (Lamprotornis caudatus), Purpurglanzstar (Lamprotornis purpureus), Rothaubenturako (Tauraco erythrolophus), Rotschwingenstar (Onychognathus morio), Mopanetoko (Tockus rufirostris), Dreifarben-Glanzstar (Lamprotornis superbus), Amethystglanzstar (Cinnyricinclus leucogaster) und Decken-Toko (Tockus deckeni) beobachtet werden. Im Zoo war es den Besuchern erlaubt kleine Mengen Vogelfutter zu kaufen und an die Vögel zu verfüttern.

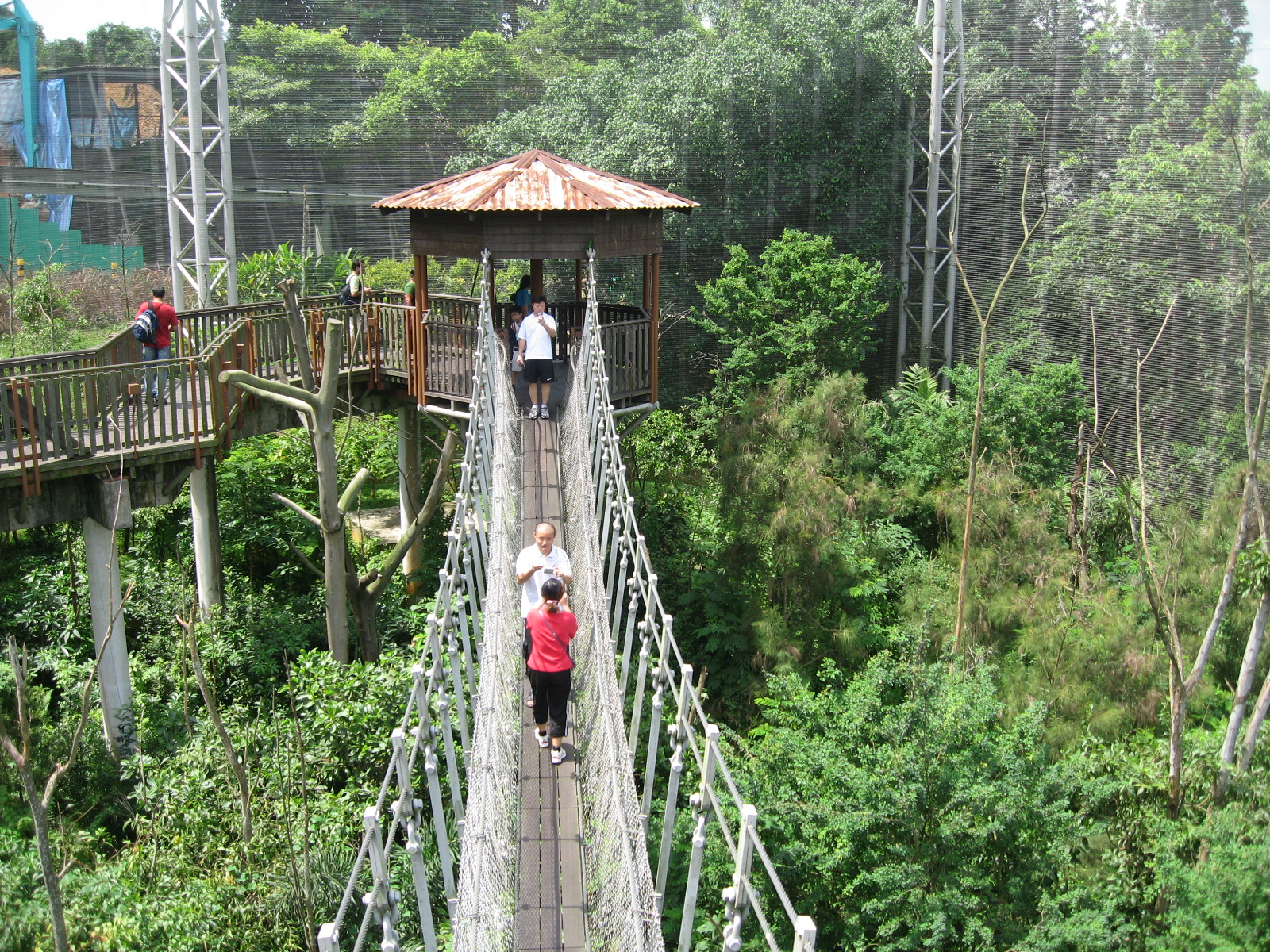
Baumkronenpfad im Jurong Bird Park
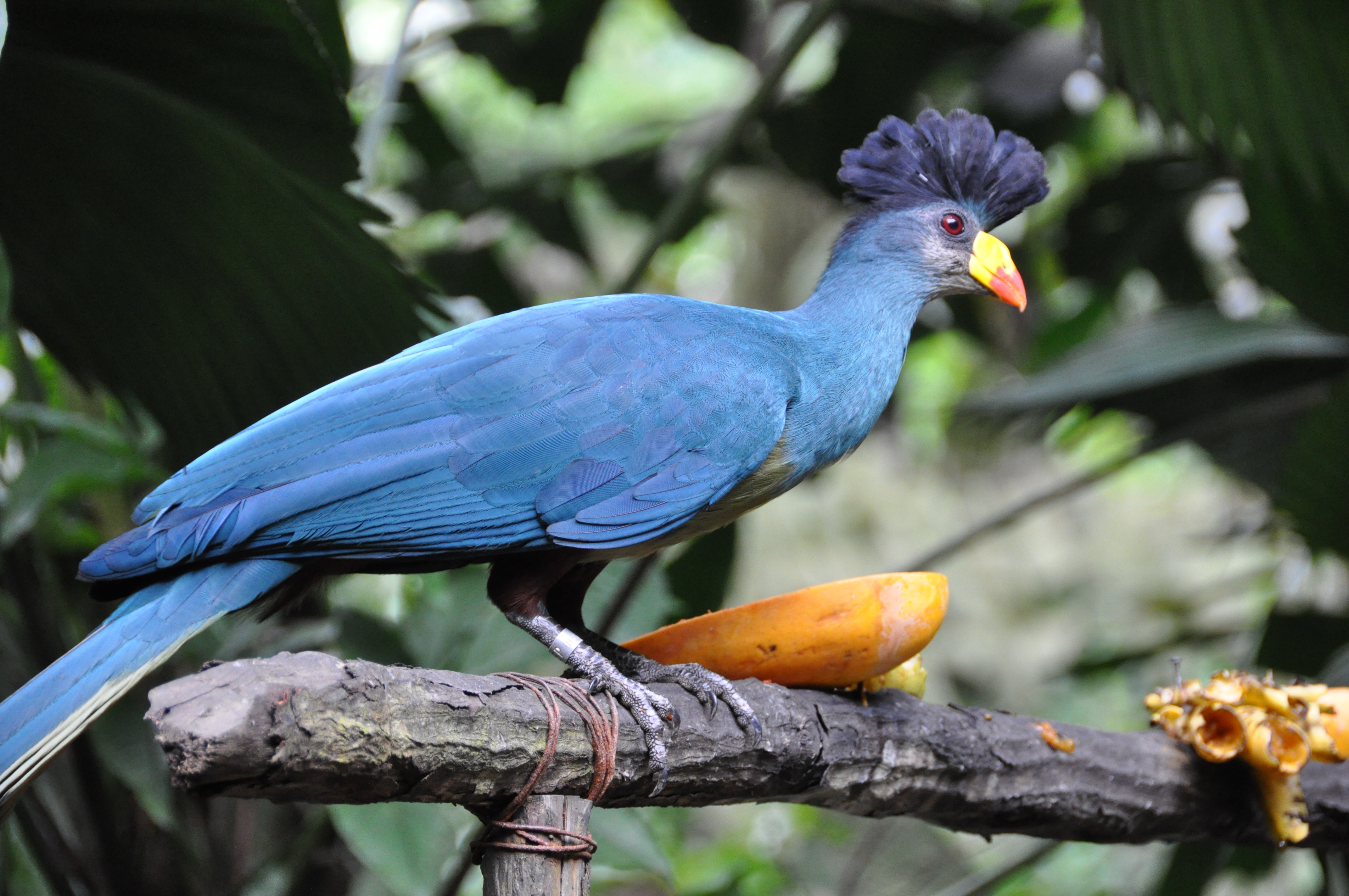
Riesenturako (Corythaeola cristata) im Jurong Bird Park
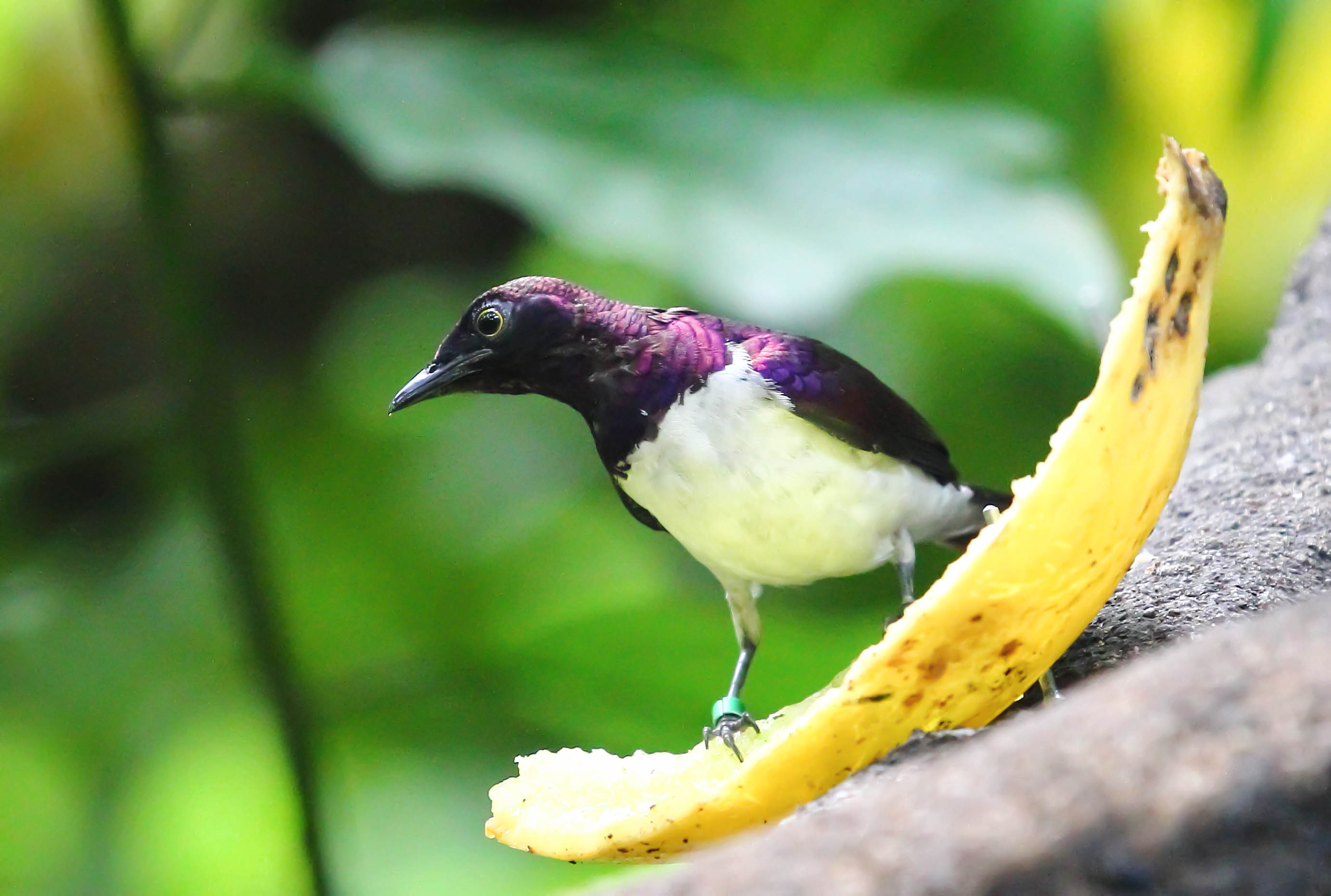
Amethystglanzstar (Cinnyricinclus leucogaster) im Jurong Bird Park

### Vogelarten Asiens (Wings of Asia)
Für diese Themenzone wurde den Besuchern die zurückgehenden Bestände der teilweise stark bedrohten Vogelarten in Asien verständlich gemacht. Diese Voliere hatte die größte Artenvielfalt im Jurong Bird Park mit rund 500 Vögeln aus 135 Vogelarten, von denen 24 Vogelarten bedroht oder stark bedroht waren. Um den bedrohten Vogelarten zu helfen, beteiligte sich der Park an Erhaltungsprojekten mit Nachzuchten und förderte die weltweite Zusammenarbeit mit anderen Zoos für diese Vogelarten.
Die 2600 m² große Voliere ist aus mehreren miteinander verbundenen Volieren zusammengesetzt und diese Themenzone trug früher den Namen Southeast Asian Birds. Nach einer Renovierung und Neugestaltung mit dem Ausbau der kleineren Volieren ist die Besucherfreundlichkeit durch den Einsatz anderer Volierengitter verbessert worden.
Folgende Vogelarten wurden im Park in dieser Themenzone zum Beispiel gehalten:
Der seltene Schwarzflügelstar (Acridotheres melanopterus), der Blaukappenhäherling (Pterorhinus courtoisi), Balistar (Leucopsar rothschildi), der Edwardsfasan (Lophura edwardsi), der Dickschnabel-Blattvogel (Chloropsis sonnerati), der Malayische Spiegelpfau (Polyplectron malacense), die Bartlett-Dolchstichtaube (Gallicolumba crinigera), der Erzlori (Lorius domicella), die seltene Santa-Cruz-Taube (Alopecoenas sanctaecrucis), der Gelbscheitelbülbül (Pycnonotus zeylanicus), die Buschelster (Cissa thalassina), der Rotstirnhäherling (Garrulax rufifrons), der Palawan-Spatelschwanzpapagei (Prioniturus platenae), die Kragentaube (Caloenas nicobarica) und die Hühnergans (Cereopsis novaehollandiae).

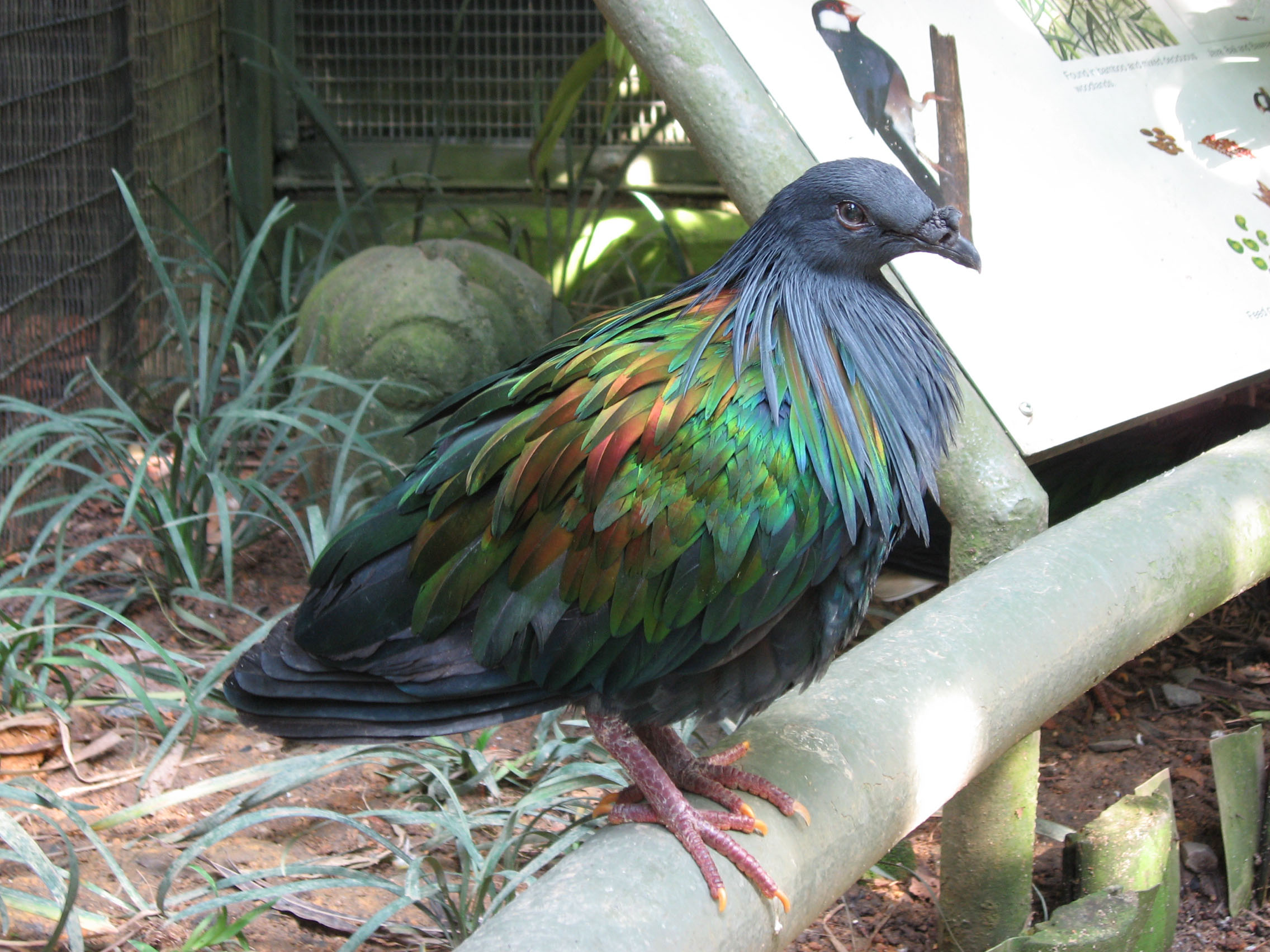
Kragentaube (Caloenas nicobarica) im Jurong Bird Park
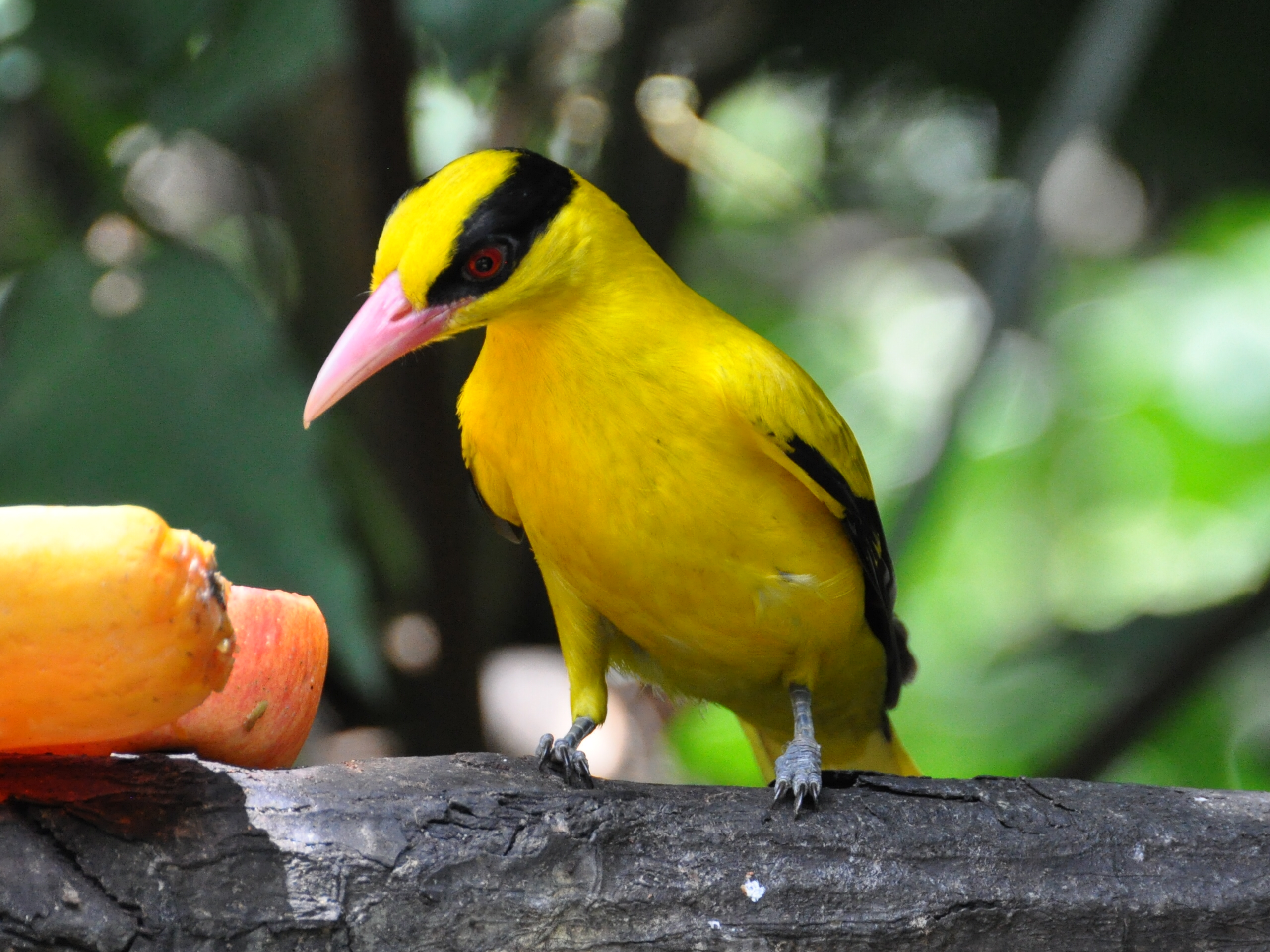
Schwarznackenpirol (Oriolus chinensis) im Jurong Bird Park

### Pinguin Küste (Penguin Coast)
Diese Zone wurde an die Bedürfnisse von Pinguinen in einer klimatisierten Innenanlage angepasst und wies ganzjährig Temperaturen von 10 bis 15 Grad C auf. Mit einer künstlichen Beleuchtung wurden die vier Jahreszeiten im Lauf des Kalenderjahres imitiert um den Biorhythmus der Pinguine zu unterstützen. Die Besucher konnten durch eine große Fensterfront den Pinguinen zusehen. Über einen Durchgang auf die Außenanlage konnten sowohl Besucher als auch die Pinguine in das Freigehege wechseln und während der Fütterungen beobachtet werden. Für die Pinguine wurden im Außenbereich Wasserbecken zum Schwimmen und Tauchen errichtet.
Folgende Pinguinarten wurden im Park in dieser Themenzone zum Beispiel gehalten:
Der Brillenpinguin (Spheniscus demersus), der Eselspinguin (Pygoscelis papua), der Humboldt-Pinguin (Spheniscus humboldti), der Königspinguin (Aptenodytes patagonicus) und der Felsenpinguin (Eudyptes chrysocome).

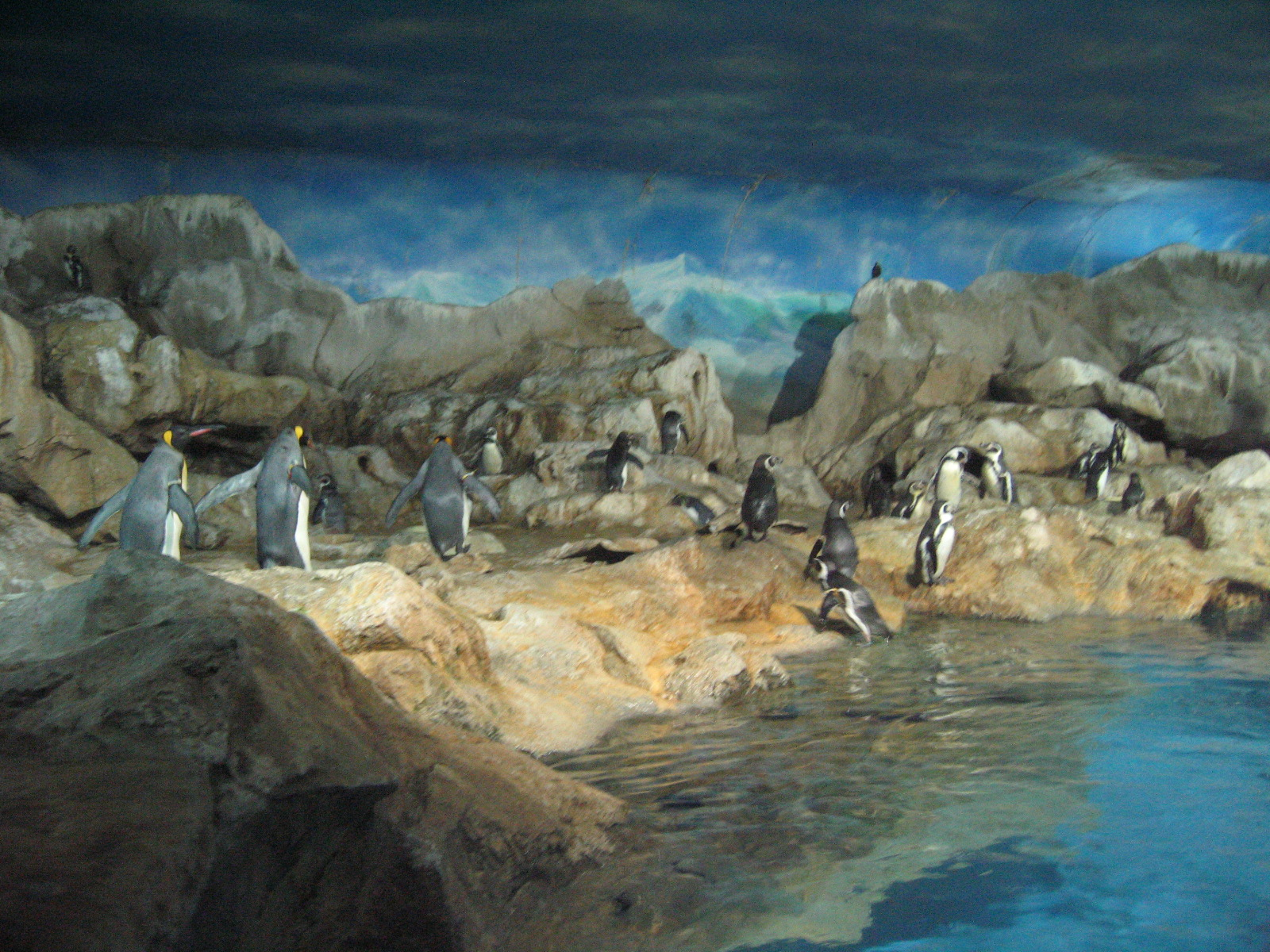
Penguin Coast im Jurong Bird Park
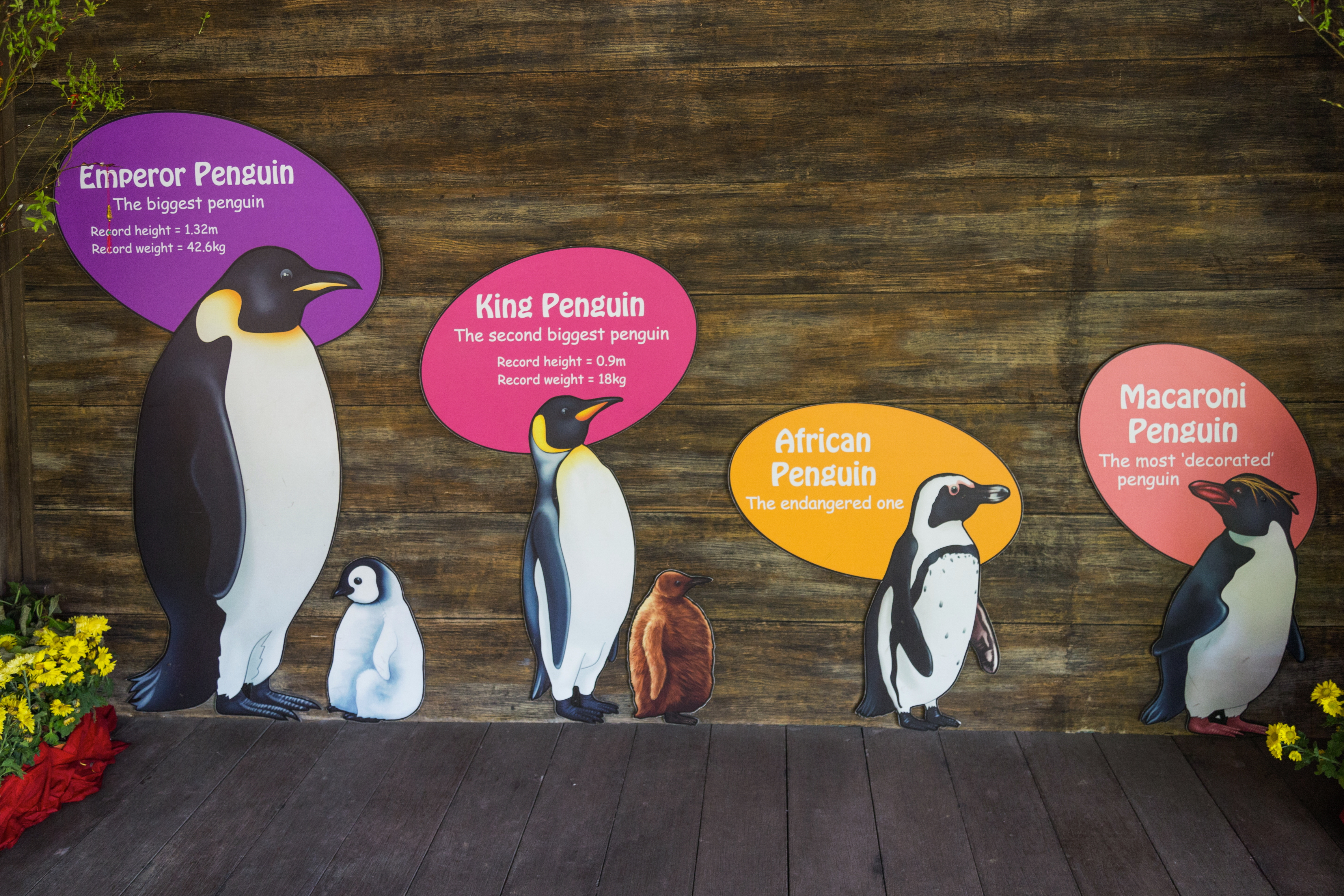
Schautafel im Jurong Bird Park
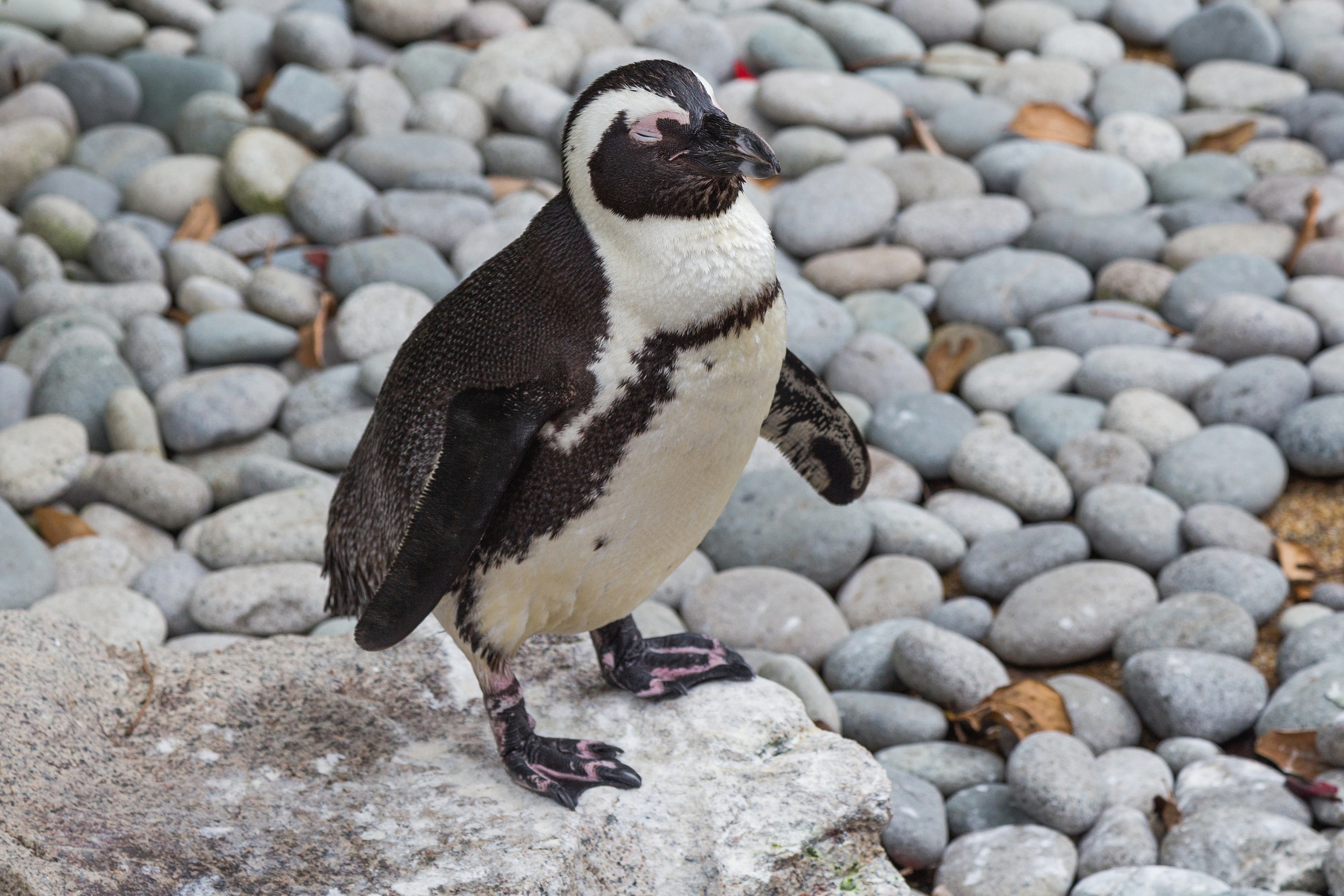
Humboldt-Pinguin (Spheniscus humboldti) im Jurong Bird Park

### Greifvögel (Birds of Prey)
Ausgestellt wurden in diesem Bereich Greifvögel die in der Hawk-Arena für die Besucher Freiflüge durchführten.
Folgende Greifvogelarten wurden im Park in dieser Themenzone zum Beispiel gehalten:
Der Andenkondor (Vultur gryphus), der Weißrückengeier (Gyps africanus), der Kappengeier (Necrosyrtes monachus), der Königsgeier (Sarcoramphus papa), der Marabu (Leptoptilos crumeniferus), der Palmgeier (Gypohierax angolensis), der Affenadler (Pithecophaga jefferyi), der Riesenseeadler (Haliaeetus pelagicus) und der Wollkopfgeier (Trigonoceps occipitalis).

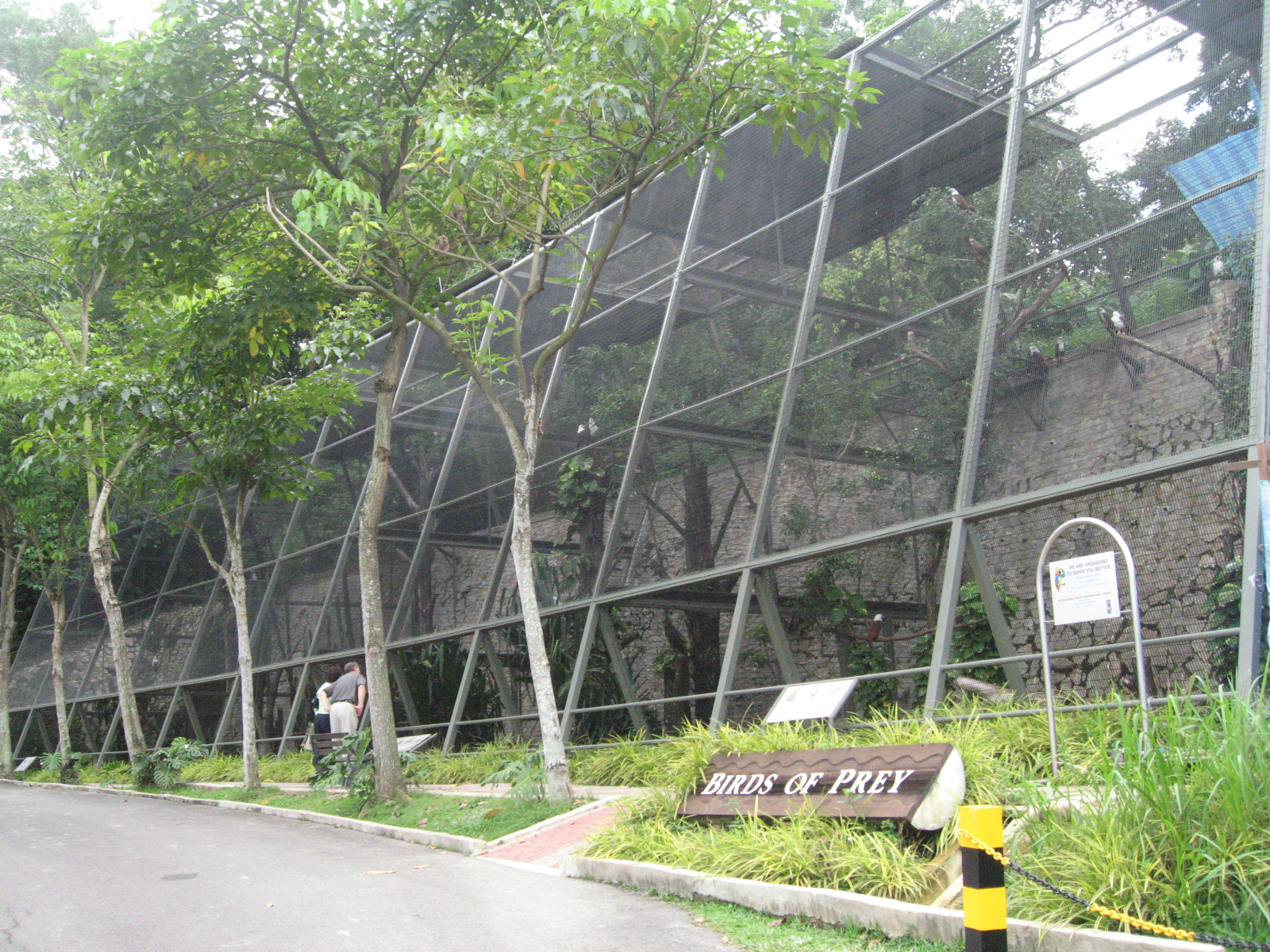
Greifvögelvolieren im Jurong Bird Park
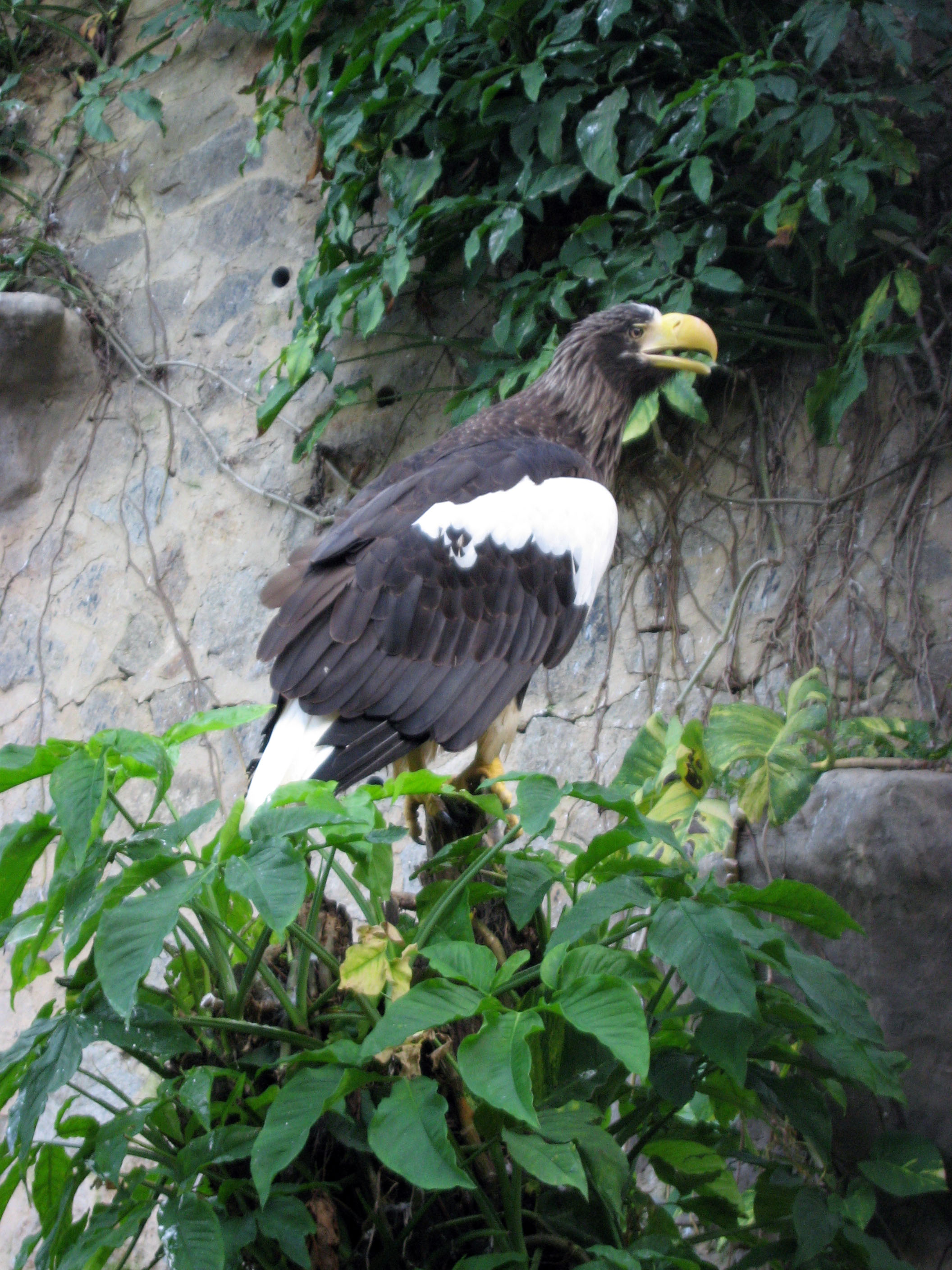
Riesenseeadler (Haliaeetus pelagicus) im Jurong Bird Park
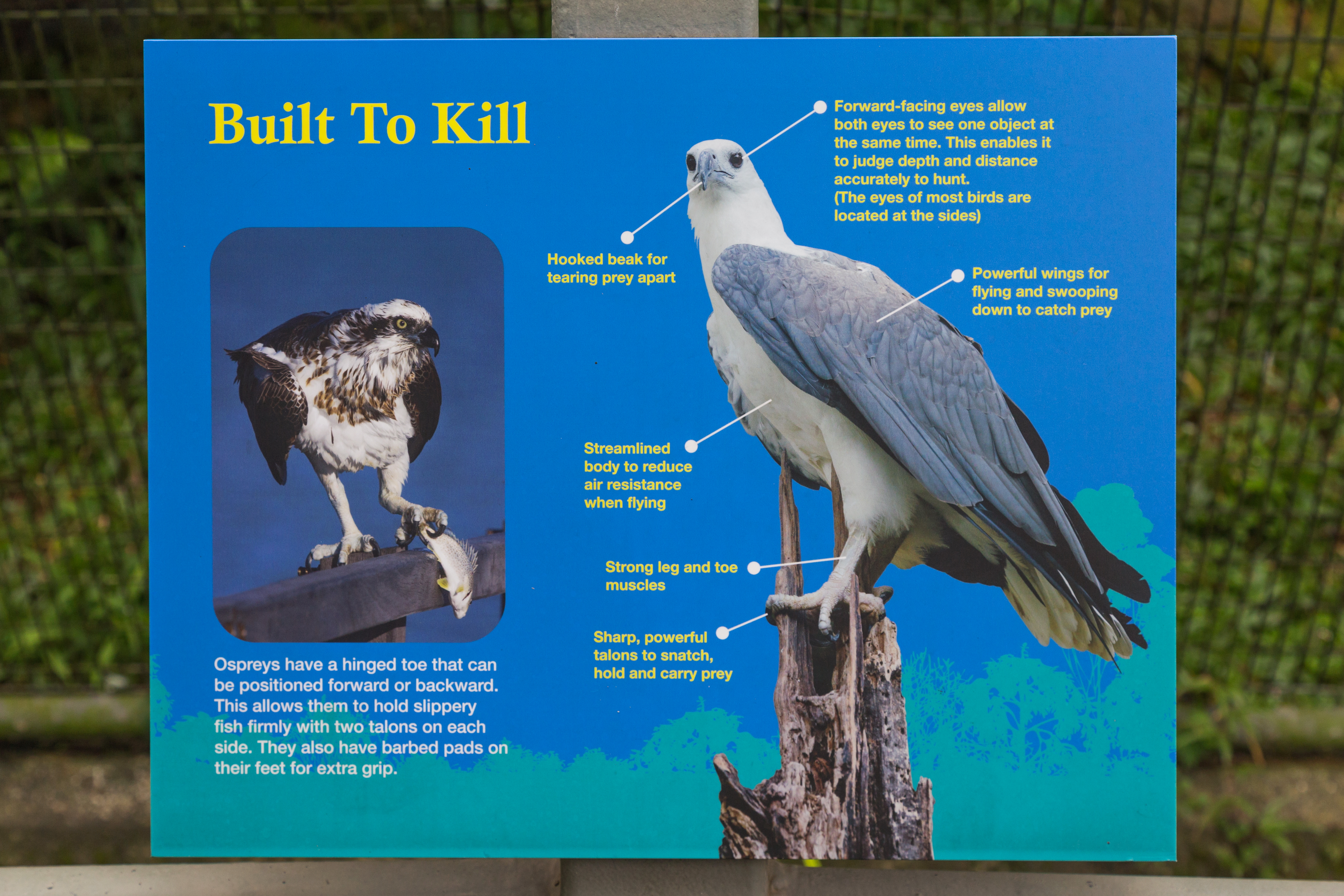
Schautafel im Jurong Bird Park

### Flamingosee (Flamingo Lake)
Seit dem Start des Vogelparks im Jahr 1971 wurden Rosaflamingos (Phoenicopterus roseus) gehalten und seit dem Jahr 1972 gab es erfolgreiche Nachzuchten der derzeit einige hundert Flamingos zählenden Kolonie. Die Flamingos legten Schlammnester am Rand der Wasserfläche des großen Sees an, brüteten ihre Eier dort aus und zogen die geschlüpften Küken auf. Die Besucher konnten die Nester und die geschlüpften Küken ohne Sichteinschränkung von den Wegen im Park oder aus der stillgelegten Einschienenbahn beobachten.

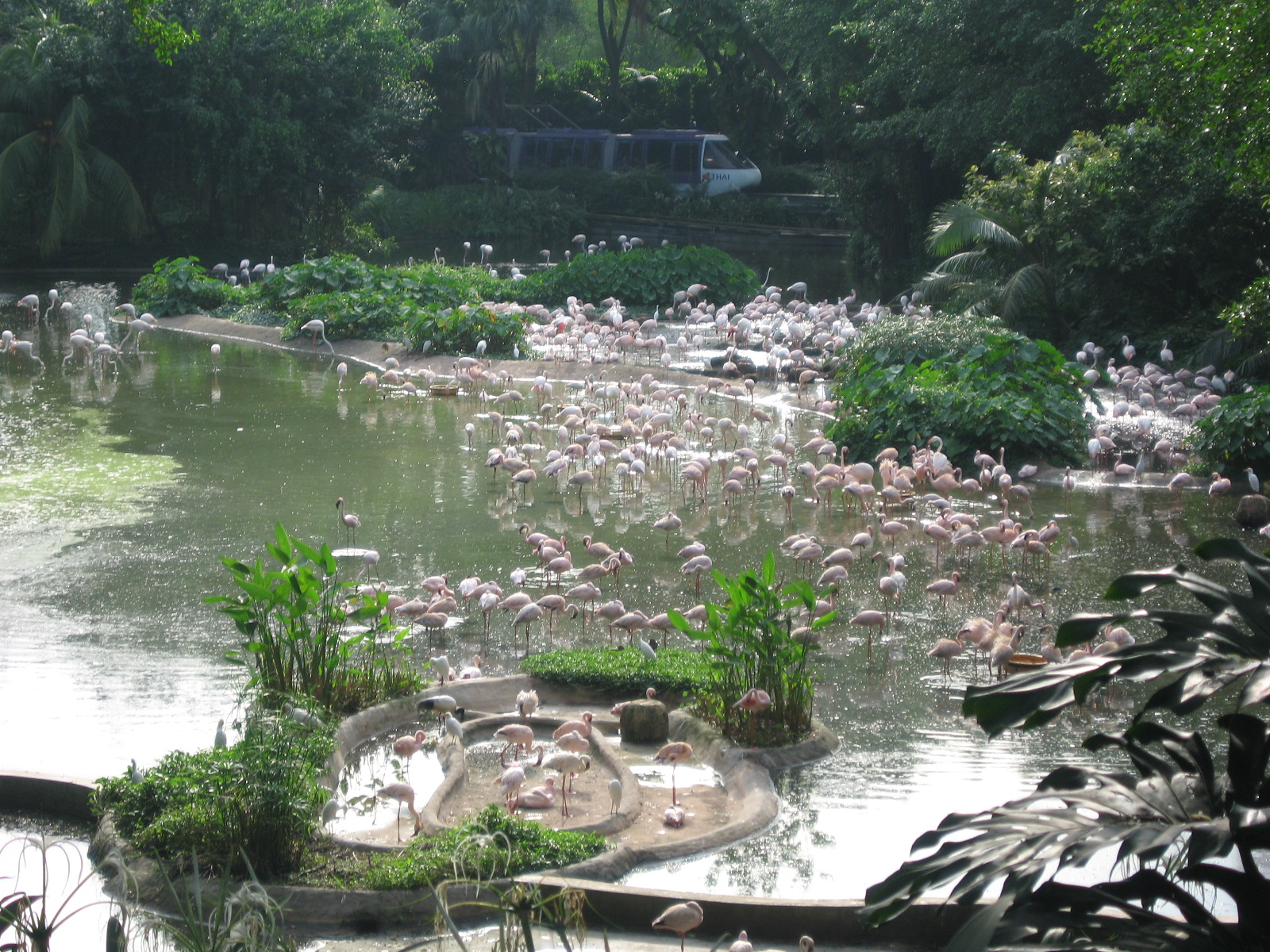
Flamingosee im Jurong Bird Park
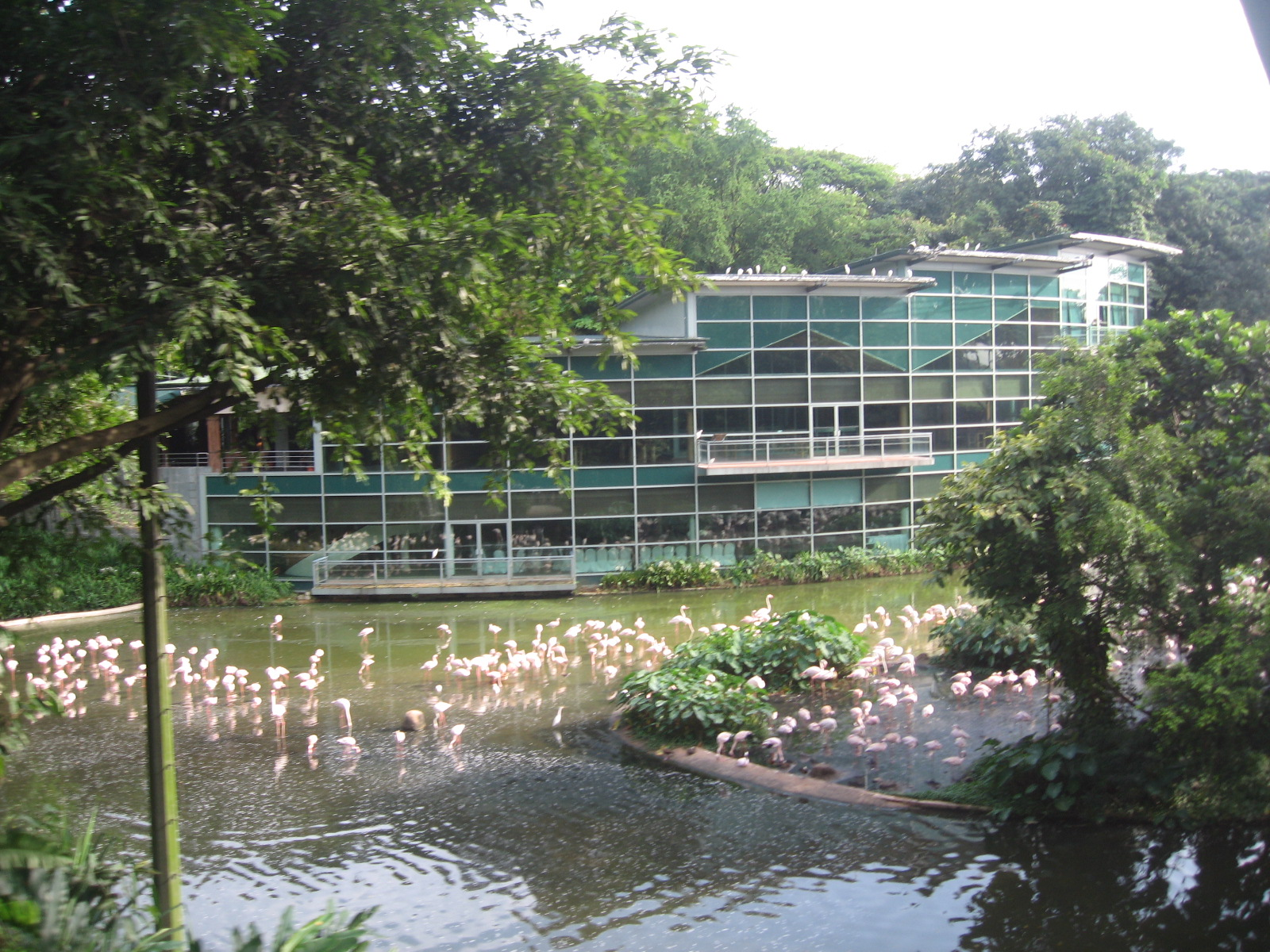
Flamingosee im Jurong Bird Park

### Flamingoteich (Flamingo Pool)
Nach dem Erfolg mit dem Flamingosee wurde im Jahr 1984 der Flamingoteich angelegt und dieser wurde mit den dort untergebrachten Kuba-Flamingos (Phoenicopterus ruber) zum Publikumsmagneten. Die Flamingos erhielten im Park ein besonderes Vogelfutter, damit sie ihre rote Färbung beibehielten. In diesem Bereich wurde eine weitere Flamingoart gehalten, und zwar deren kleinster Vertreter, der Zwergflamingo (Phoeniconaias minor). Eine weitere Vogelart in diesem Bereich ist beispielsweise die Kapgans (Tadorna cana).

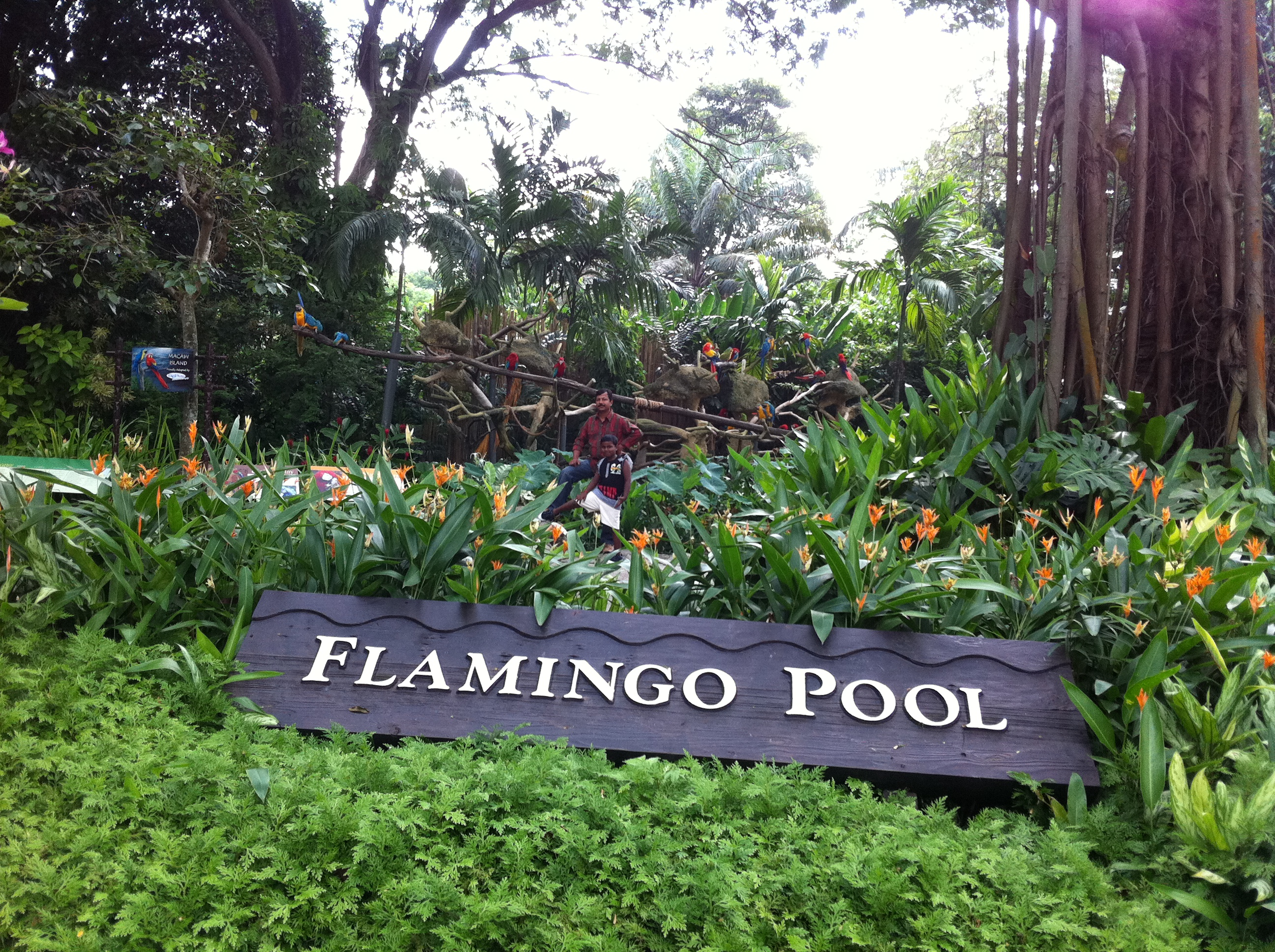
Flamingo Pool
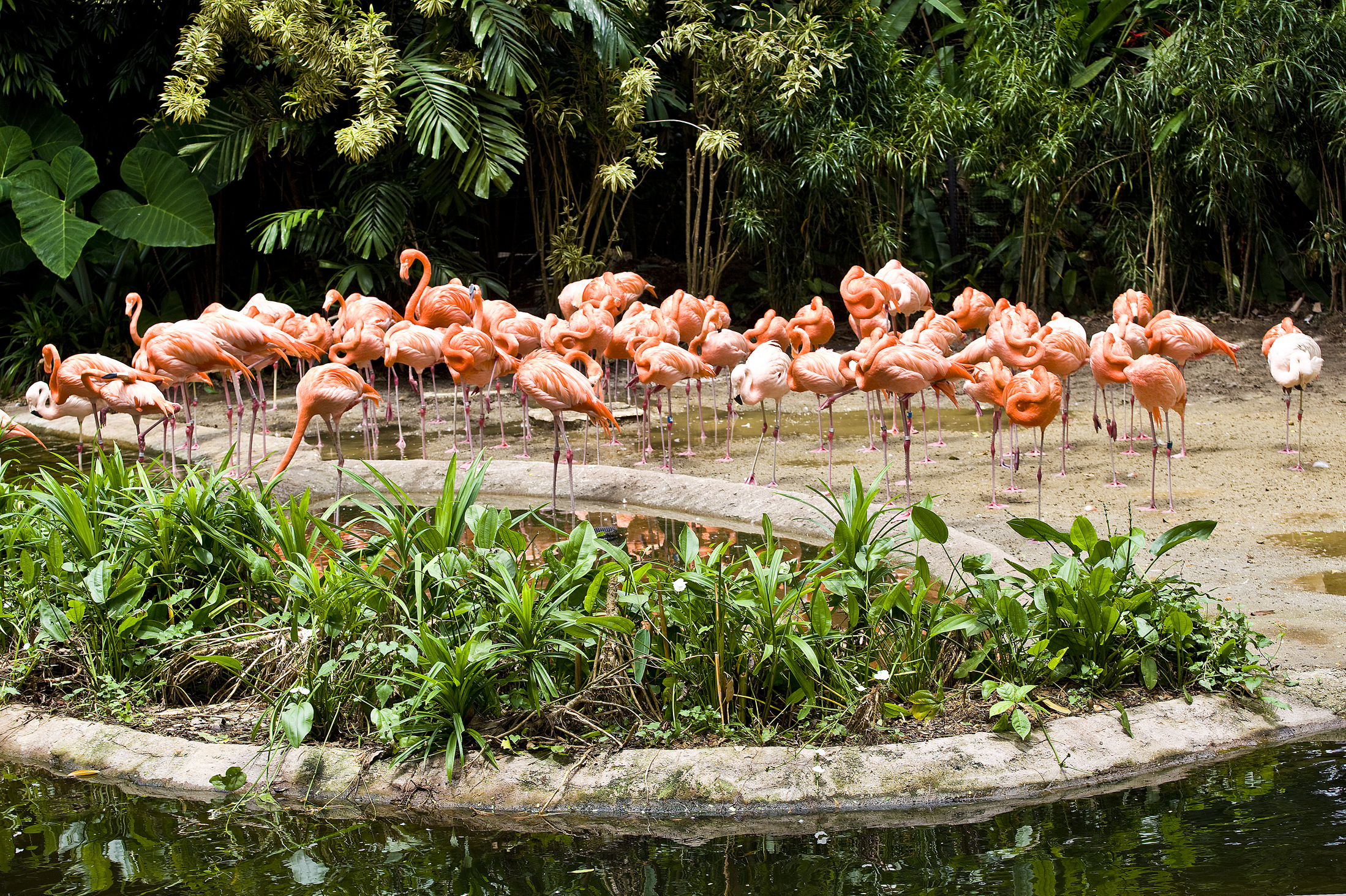
Kuba-Flamingos (Phoenicopterus ruber)
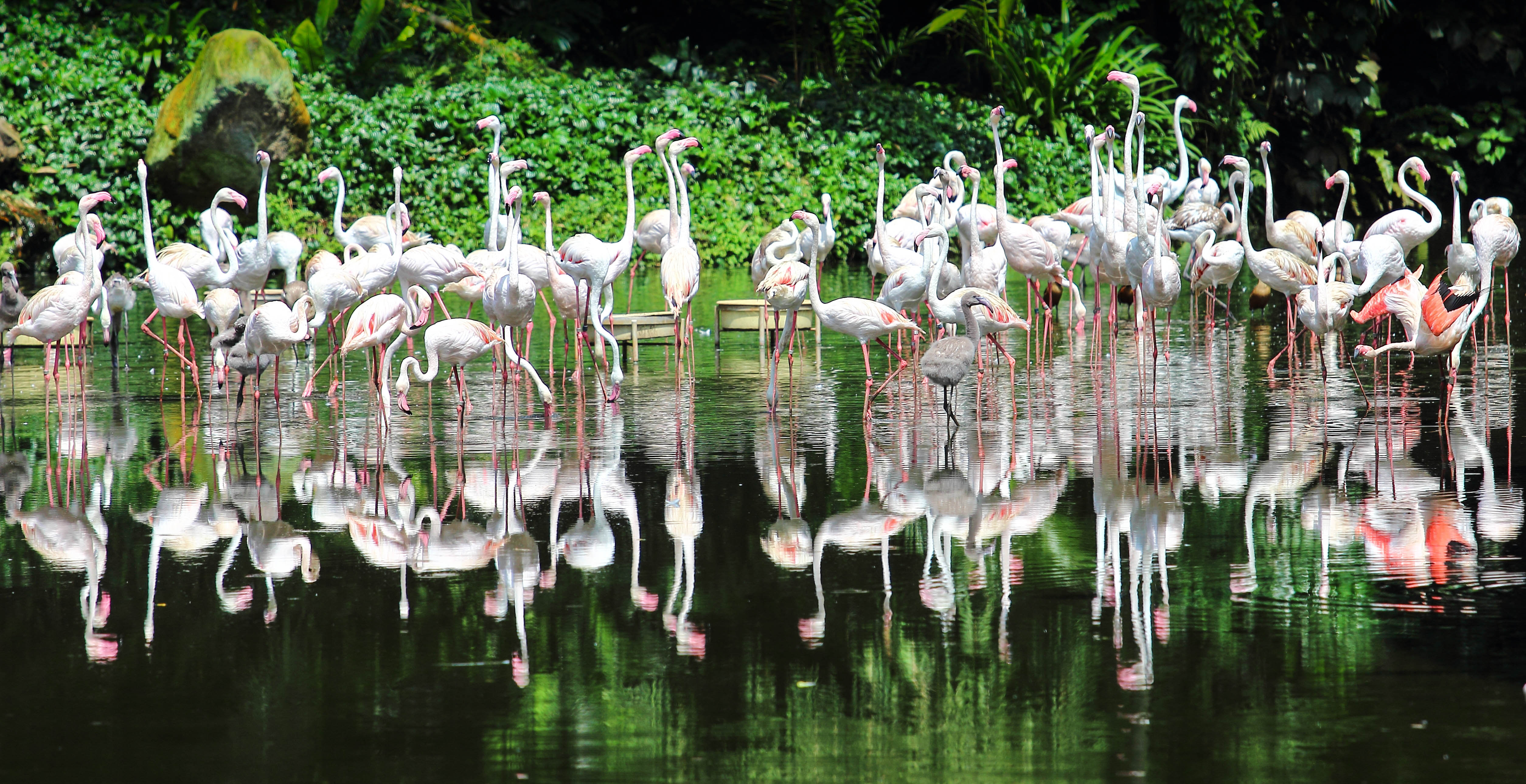
Rosaflamingos (Phoenicopterus roseus)

### Hornvögel und Tukane (Hornbills and Toucans)
Für diesen Bereich wurden 27 große und dem natürlichen Lebensraum der jeweiligen Vogelart nachgebildete Volieren in einem 2000 m² großen Areal errichtet. Hier wurden insgesamt 19 verschiedene Hornvogelarten gehalten und Erhaltungszuchten durchgeführt. Der Jurong Bird Park war der erste Vogelpark, in dem eine erfolgreiche Nachzucht des Malaien-Hornvogel (Anthracoceros malayanus) von Menschen durchgeführt wurde.
Folgende Vogelarten wurden im Park in dieser Themenzone zum Beispiel gehalten:
Der Malaien-Hornvogel (Anthracoceros malayanus), den vom Aussterben bedrohten Kurzschopfhornvogel (Anorrhinus galeritus), der Doppelhornvogel (Buceros bicornis), der Grautoko (Lophoceros nasutus), der Elstertoko (Lophoceros fasciatus), der Orienthornvogel (Anthracoceros albirostris), der Papuahornvogel (Rhyticeros plicatus), der Rotschnabeltoko (Tockus erythrorhynchus), der Weißbrusttukan (Ramphastos tucanus), der Rhinozerosvogel (Buceros rhinoceros), der Silberwangenhornvogel (Bycanistes brevis), der Südliche Hornrabe (Bucorvus leadbeateri), der Feuerhornvogel (Buceros hydrocorax), der Riesentukan (Ramphastos toco), der Trompeterhornvogel (Bycanistes bucinator), der Decken-Toko (Tockus deckeni), der Weißschopf-Hornvogel (Tropicranus albocristatus), der Furchenhornvogel (Rhyticeros undulatus) und der Runzelhornvogel (Rhabdotorrhinus corrugatus).

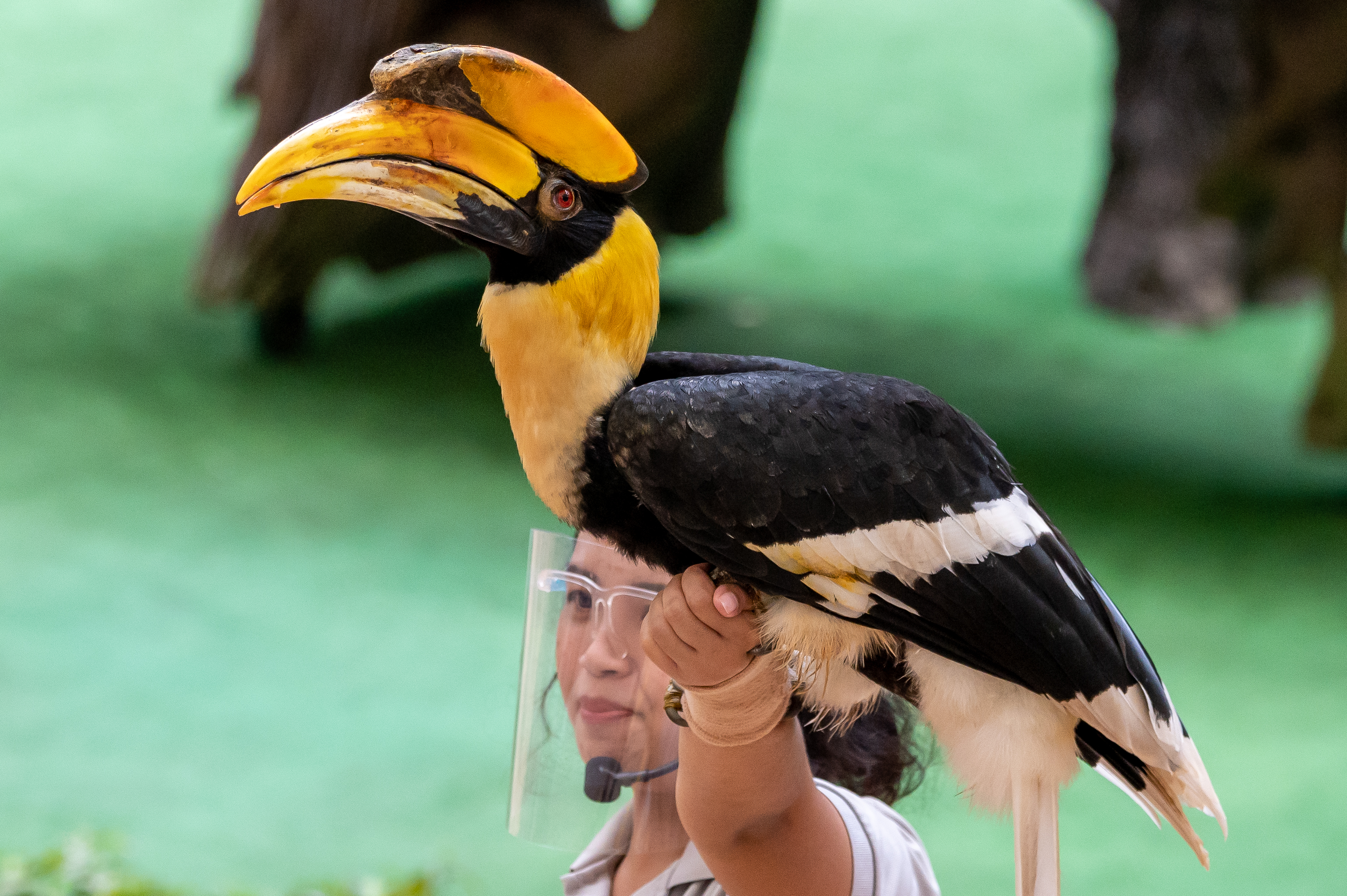
Doppelhornvogel (Buceros bicornis) bei einer Vorführung im Jurong Bird Park
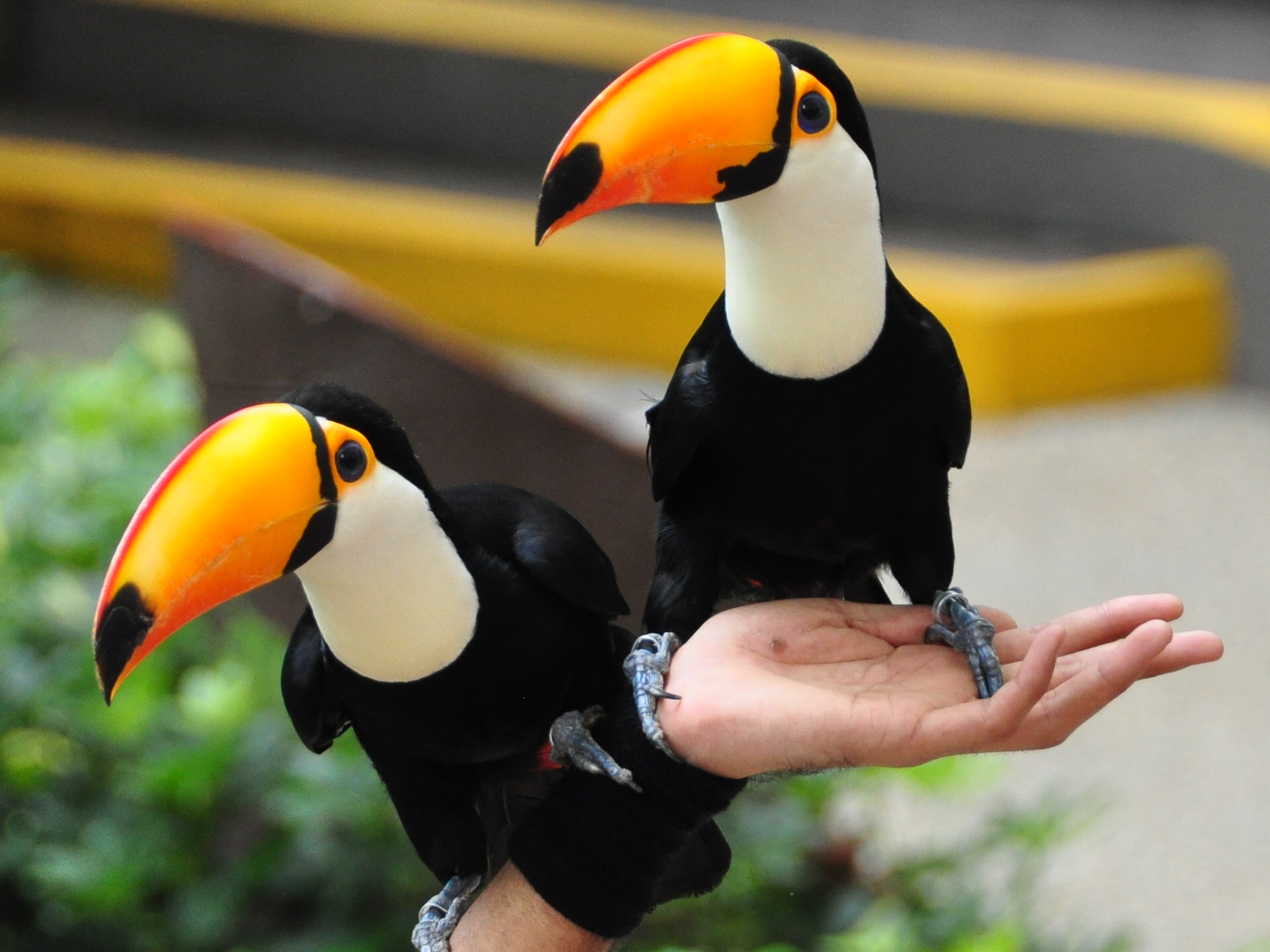
Zutrauliche Riesentukane (Ramphastos toco) im Jurong Bird Park

### Haus der Loris (Lory Loft)
Im Lory Loft, einer 3000 m² großen über neun Stockwerke hohen mit Aufzügen und verbindungsbrücken versehenen Freiflugvoliere waren zehn verschiedene Loriarten, Sittiche, Kakadus und weitere Vogelarten zu sehen. Für die Besucher bestand die Möglichkeit der Fütterung der Lories mit einer speziellen Futtermischung aus trockenem Vogelfutter das mit Wasser und Honig aufbereitet wurde.
Folgende Vogelarten wurden im Park in dieser Themenzone zum Beispiel gehalten:
Der Königssittich (Alisterus scapularis), der Frauenlori (Lorius lory), der Schwarzlori (Chalcopsitta atra), der Palmkakadu (Probosciger aterrimus), der Blauohr-Honigfresser (Entomyzon cyanotis), der Blaustrichellori (Eos reticulata), der Haubenliest (Dacelo leachii), der Braunlori (Chalcopsitta duivenbodei), der Prachtlori (Lorius garrulus), der Borstenkopf (Psittrichas fulgidus), der Amboina-Rotlori (Eos bornea) und der Grünschwanzlori (Lorius chlorocercus).

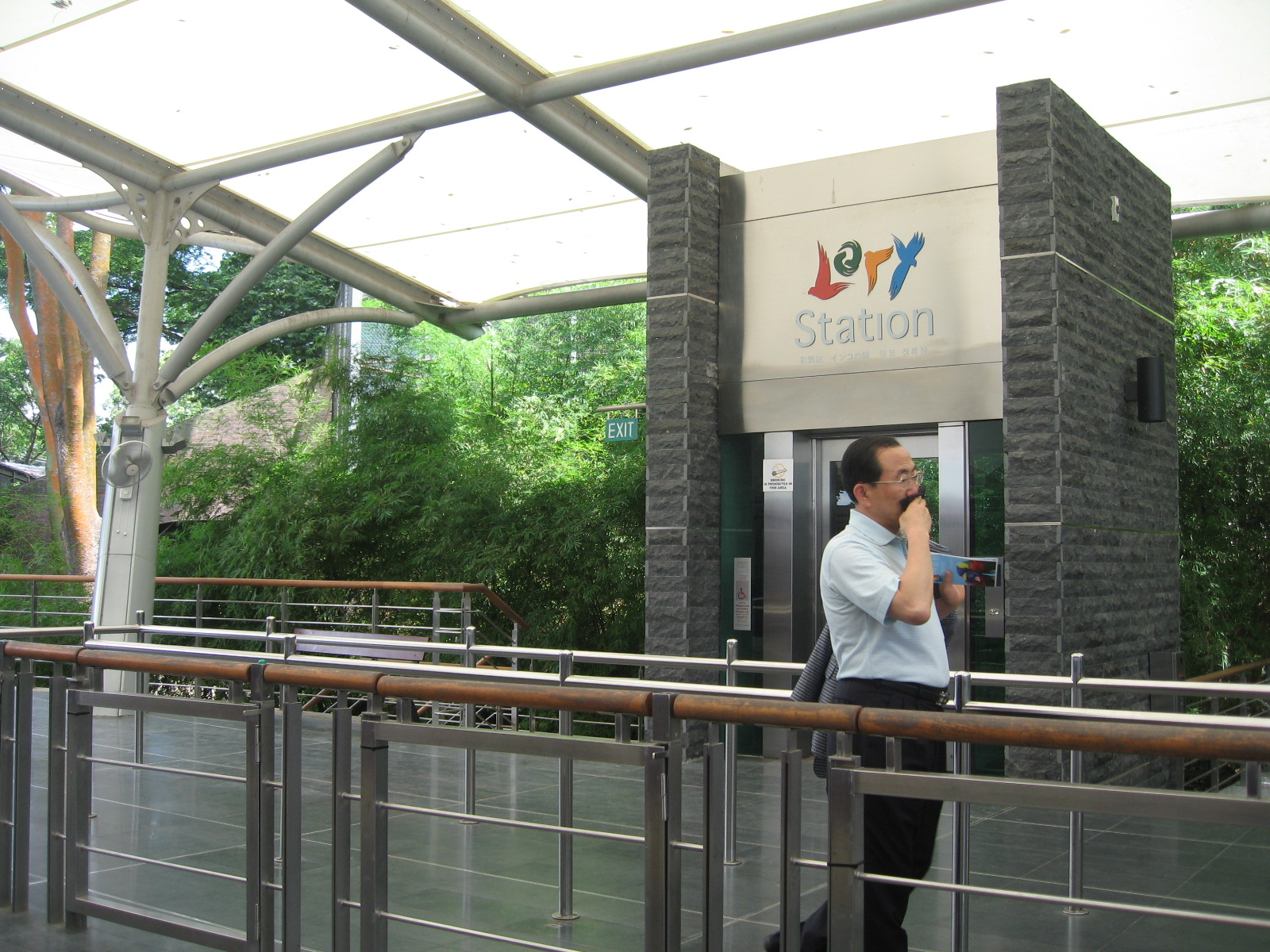
Aufzug für das Haus der Loris im Jurong Bird Park
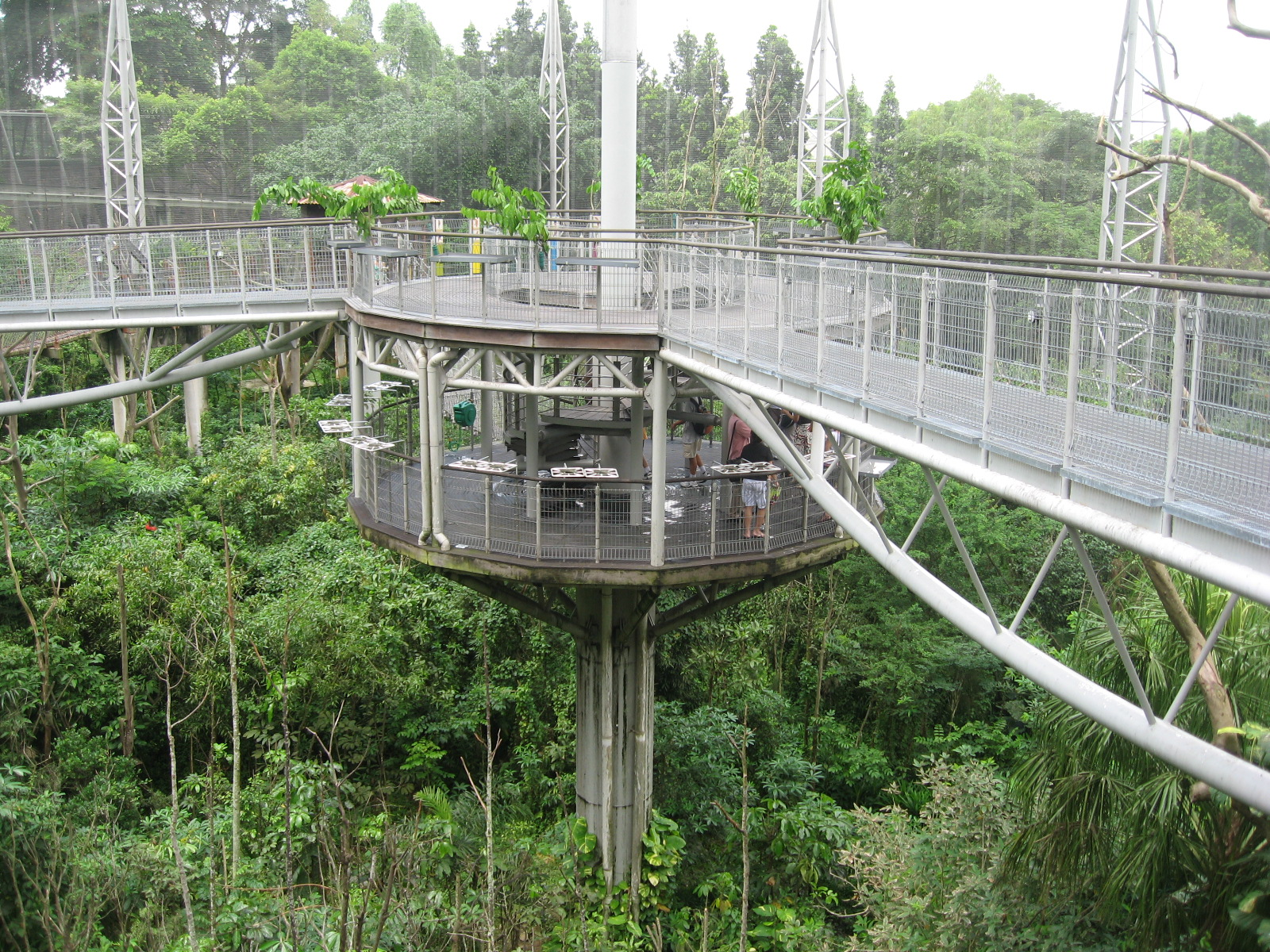
Verbindungsbrücken im Haus der Loris im Jurong Bird Park
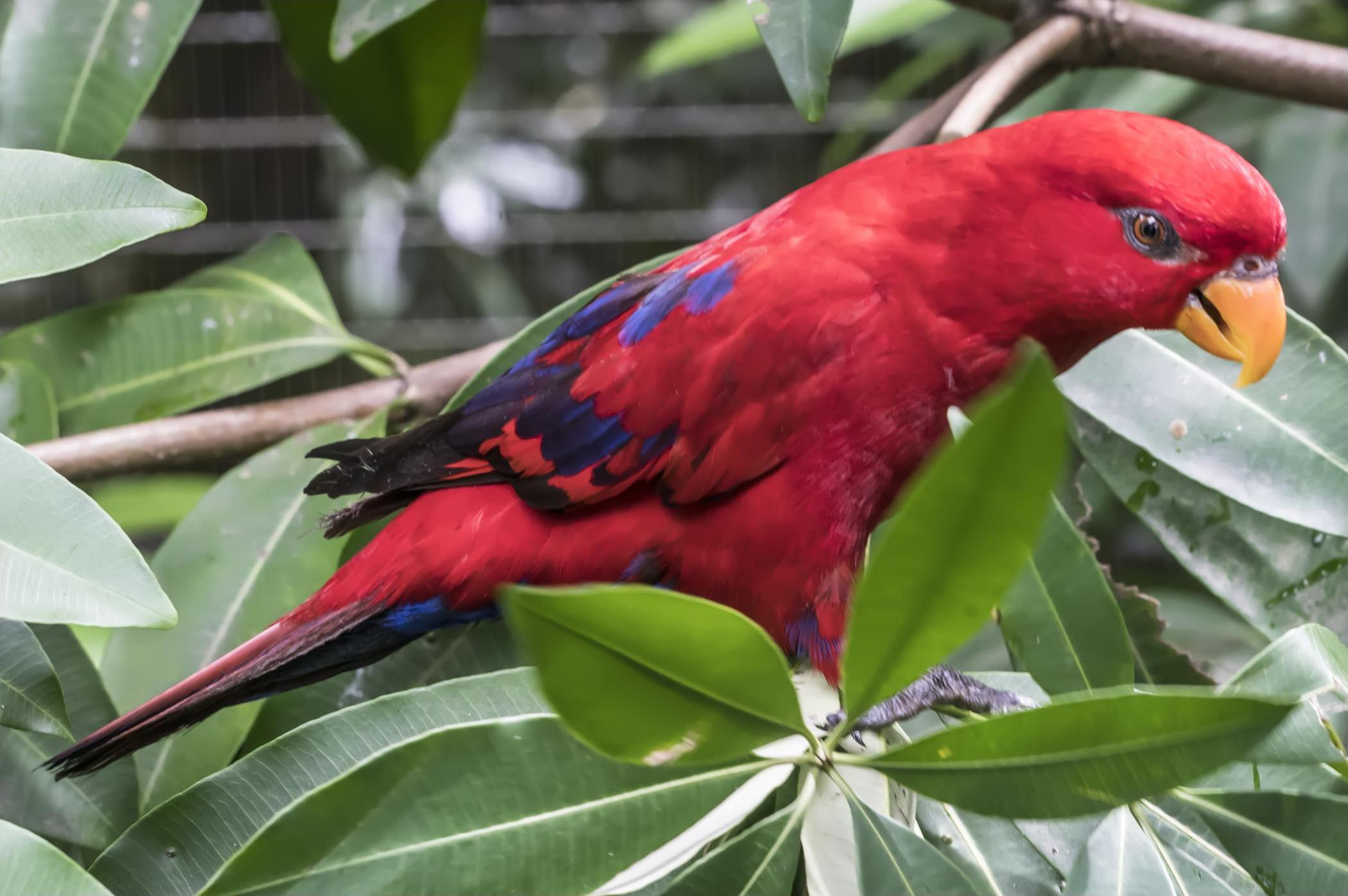
Blaustrichellori (Eos reticulata) wartet auf Besucher mit Futter im Jurong Bird Park

### Paradies für Papageien (Parrot Paradise)
Das Parrot Paradise war eine 1 ha große Anlage mit separierten Volieren, in der viele bedrohte oder vom Aussterben bedrohte Papageienarten sowie andere Vogelarten aus Südamerika und Asien gehalten wurden.
Folgende Vogelarten wurden im Park in dieser Themenzone zum Beispiel gehalten:
Der Schwarzfußpapagei (Pionites leucogaster ssp. xanthomerius), der Brillenkakadu (Cacatua ophthalmica), der Schwarzohrpapagei (Pionus menstruus), der Blaulatzara (Ara glaucogularis), der Rotrückenara (Primolius maracana), der Felsensittich (Cyanoliseus patagonus), der Rotbugara (Ara severus), der Nymphensittich (Nymphicus hollandicus), der Veilchenpapagei (Pionus fuscus), der Rosakakadu (Eolophus roseicapilla), der Bechsteinara (Ara ambiguus), die Grünwangenamazone (Amazona viridigenalis), der Graupapagei (Psittacus erithacus), der Goldsittich (Guaruba guarouba), der Hyazinthara (Anodorhynchus hyacinthinus), die Ecuadoramazone (Amazona autumnalis ssp. lilacina), der Inkakakadu (Cacatua leadbeateri), der Soldatenara (Ara militaris), der Zwergara (Diopsittaca nobilis), der Grünflügelara (Ara chloroptera), der Rotbauchara (Orthopsittaca manilatus), der Rotohrara (Ara rubrogenys), der Edelpapagei (Eclectus roratus), der Rotschwanz-Rabenkakadu (Calyptorhynchus banksii), der Molukkenkakadu (Cacatua moluccensis), der Scharlachara (Ara macao), der Sonnensittich (Aratinga solstitialis) und die Gelbschulteramazone (Amazona barbadensis).

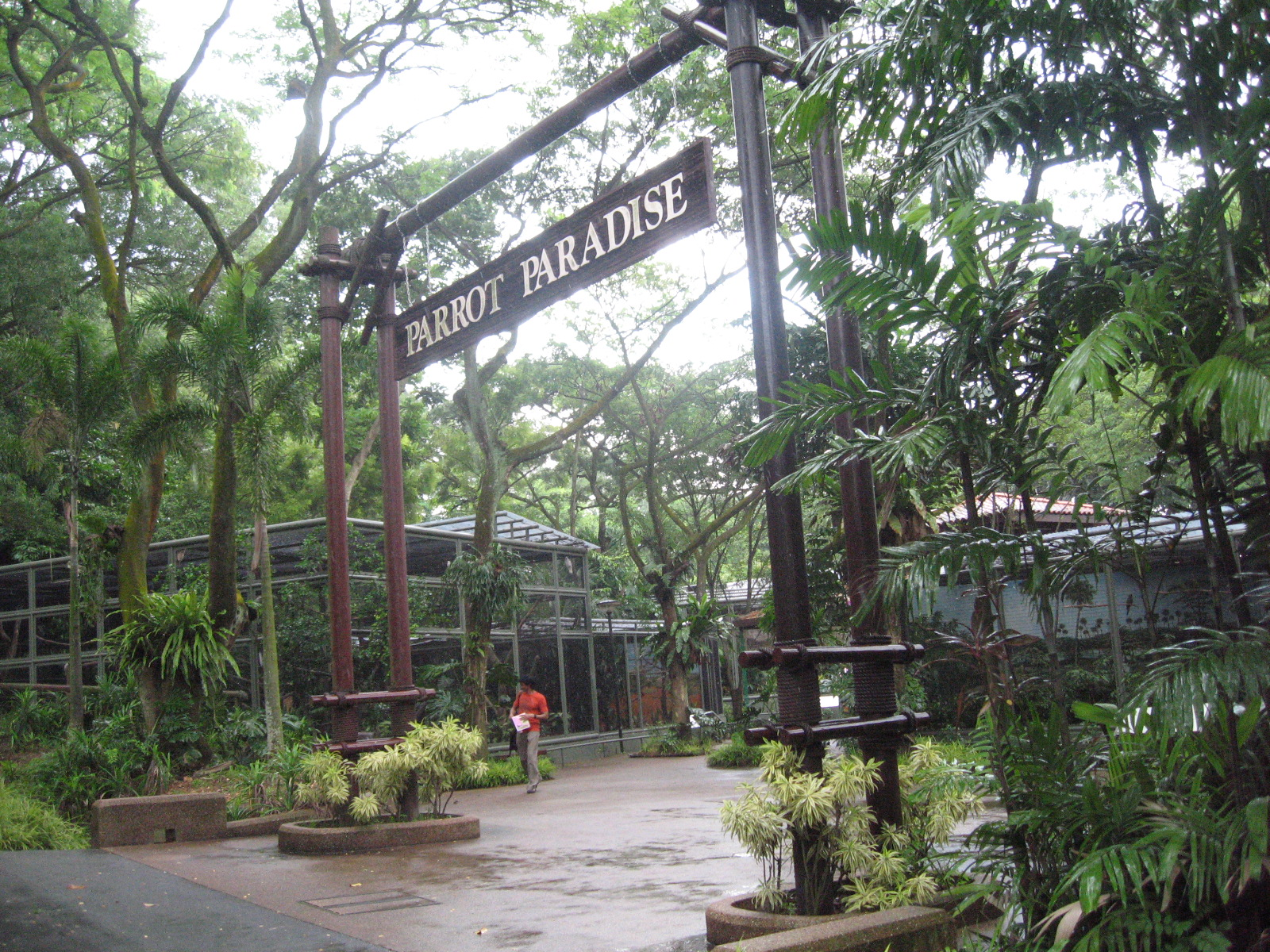
Eingangsbereich zum Paradies für Papageien im Jurong Bird Park
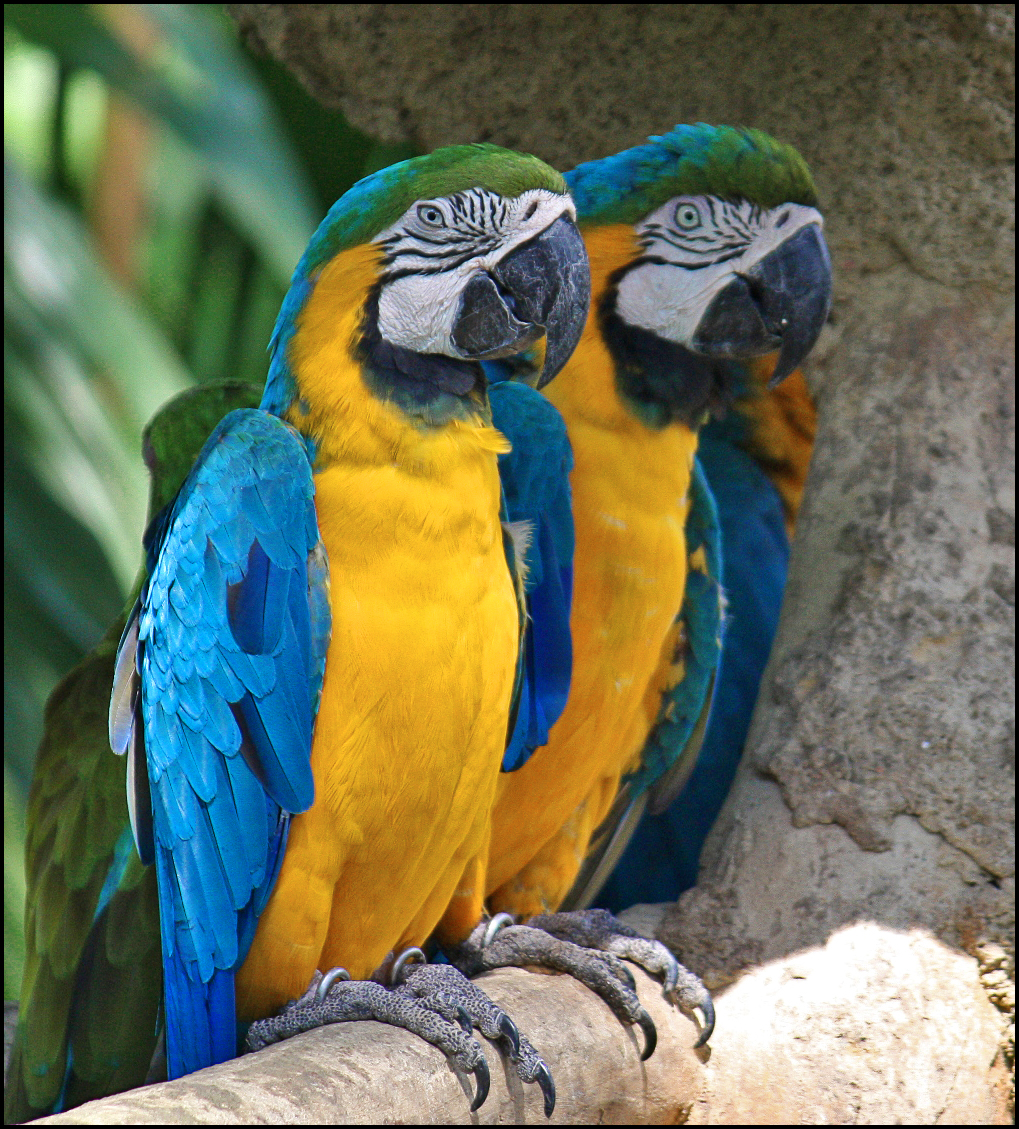
Zwei Gelbbrustaras (Ara ararauna) im Jurong Bird Park
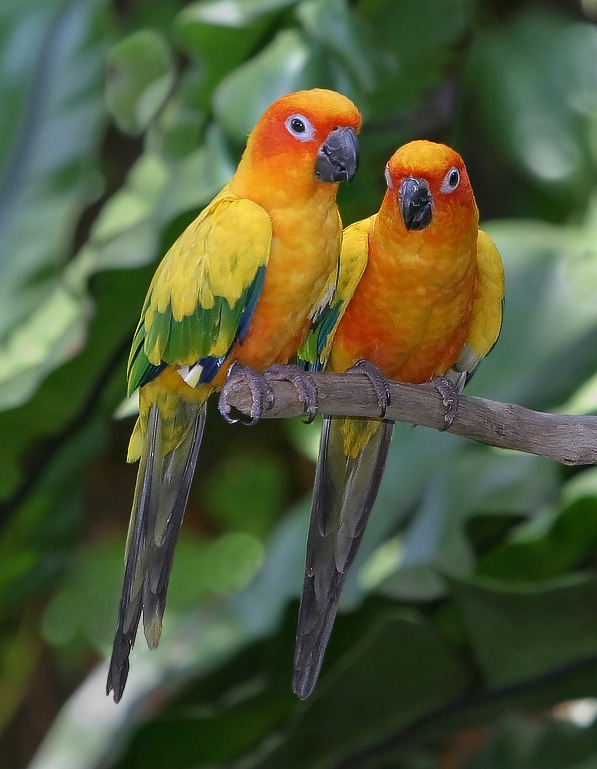
Sonnensittichpaar (Aratinga solstitialis) im Jurong Bird Park

### Pelikan Bucht (Pelican Cove)
Die Themenzone für die Pelikane wurde in einer künstlich errichteten Anlage mit dem weltweit ersten Unterwasserfenster für die Beobachtung von Pelikanen unter Wasser angelegt. Die Besucher konnten die Tauchvorgänge und das Erbeuten von Fischen mit dem dehnbaren Kehlsack der Pelikane beobachten. Es wurden in diesem Bereich insgesamt sechs Pelikanarten aus allen Erdteilen der Erde in der Pelikan Bucht gehalten, die ihre Nester aus Ästen und Stöcken auf einer Insel in der Mitte der Wasserfläche gebaut und dort gebrütet haben.
Folgende Pelikanarten wurden im Park in dieser Themenzone zum Beispiel gehalten:
Der Krauskopfpelikan (Pelecanus crispus), der Braunpelikan (Pelecanus occidentalis), der Nashornpelikan (Pelecanus erythrorhynchos), der Rötelpelikan (Pelecanus rufescens), der Graupelikan (Pelecanus philippensis) und der Brillenpelikan (Pelecanus conspicillatus).

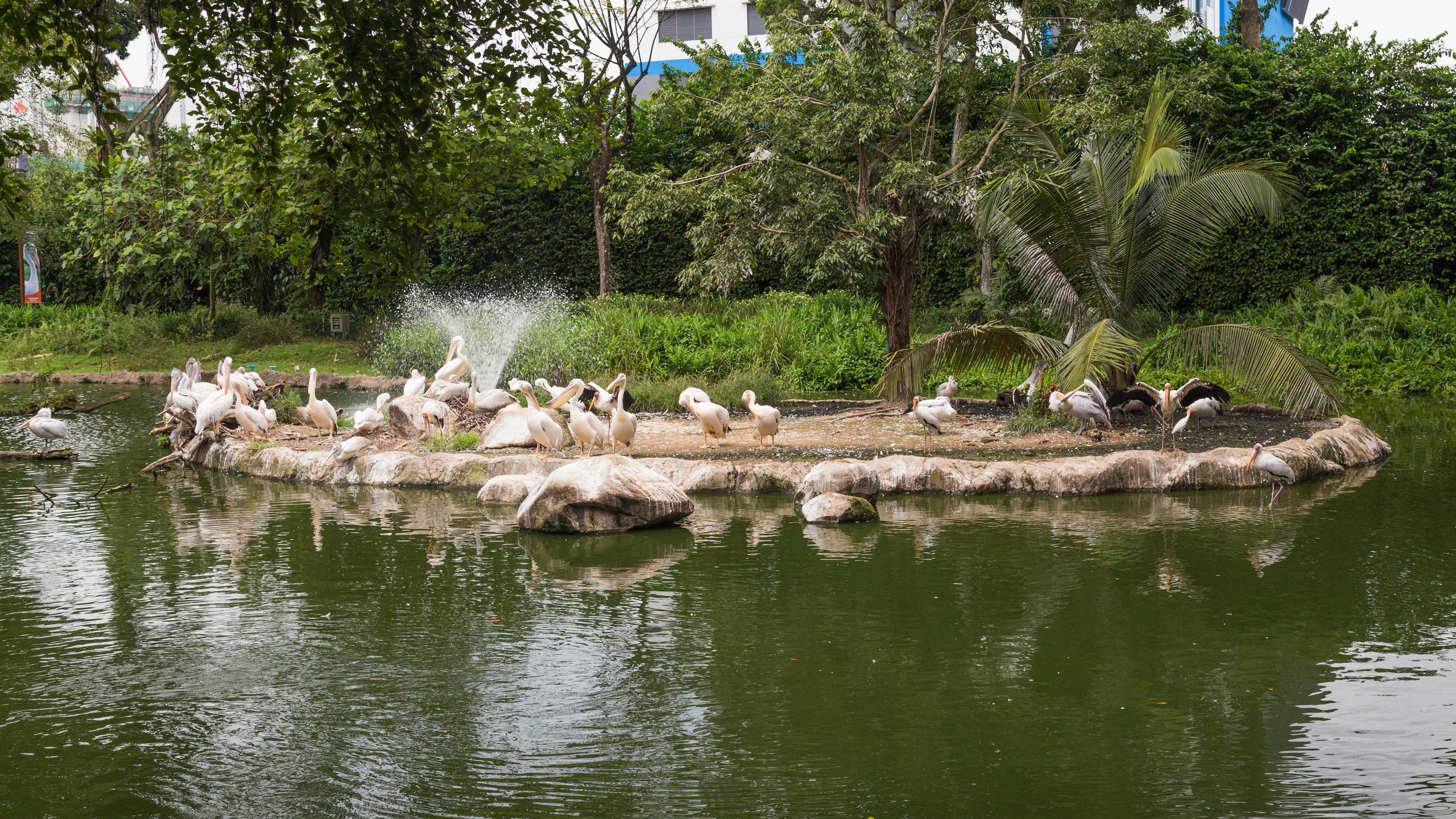
Pelikane im Jurong Bird Park
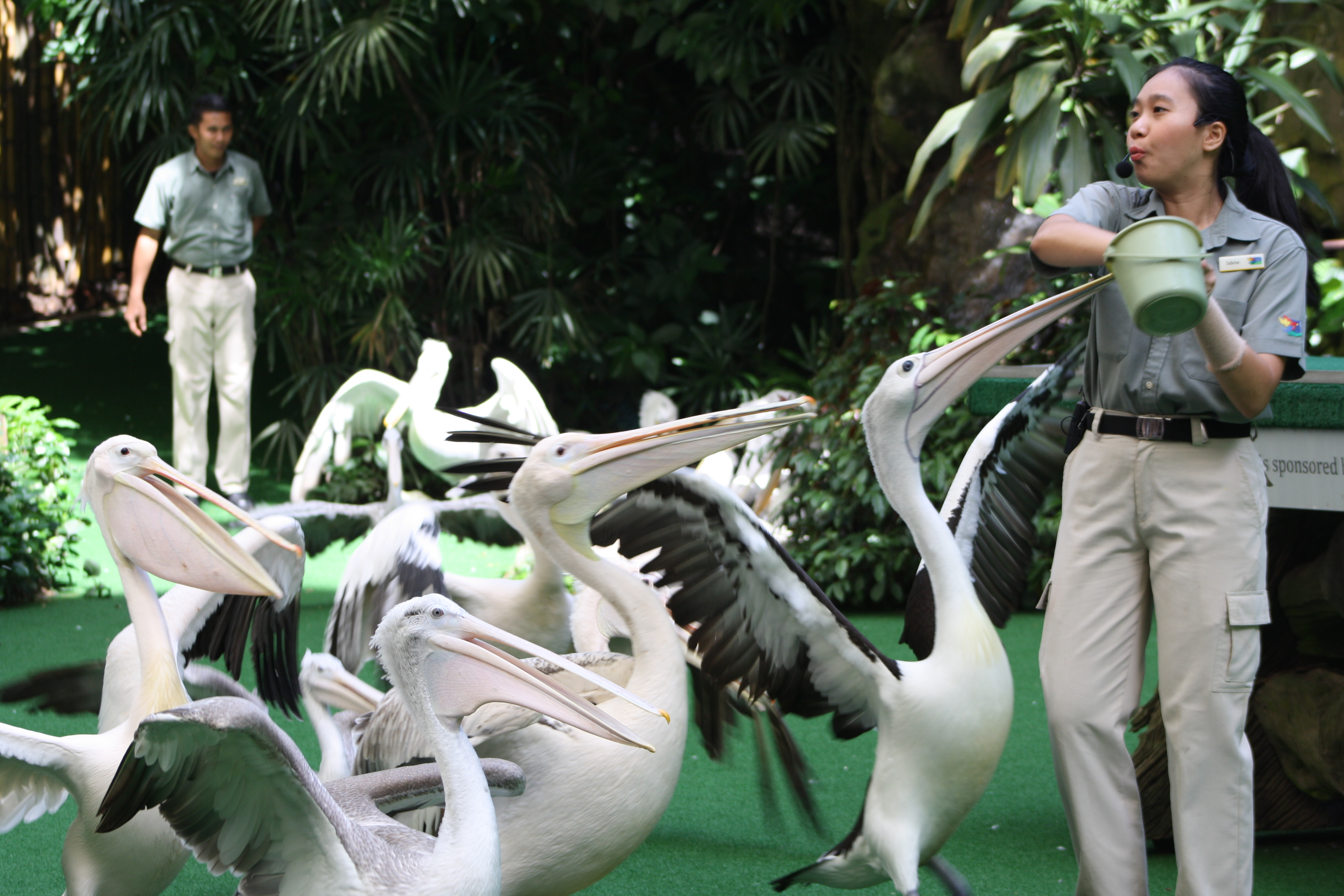
Fütterung der Pelikane im Jurong Bird Park

### Wasserfall-Voliere (Waterfall Aviary)
Im Park bestand die größte öffentlich begehbare Voliere, die sogenannte Wasserfall-Voliere. Sie beherbergte auf 20.000 m² über 1500 Vögel aus 60 Vogelarten. Neben vielen kleinen Wasserfällen befand sich dort der Jurong Fall, ein künstlicher, 30 Meter hoher Wasserfall in dieser Voliere. Die Gestaltung und Ausstattung der Voliere orientierte sich an einem tropischem Regenwald mit den in diesem Lebensraum vorkommenden Vogelarten.
Folgende Vogelarten wurden im Park in dieser Themenzone zum Beispiel gehalten:
Der Schneesichler (Eudocimus albus), Brillenpelikan (Pelecanus conspicillatus), der Kronenkranich (Balearica pavonina), das Helmperlhuhn (Numida meleagris), der Milchstorch (Mycteria cinerea) und der Scharlachara (Ara macao).

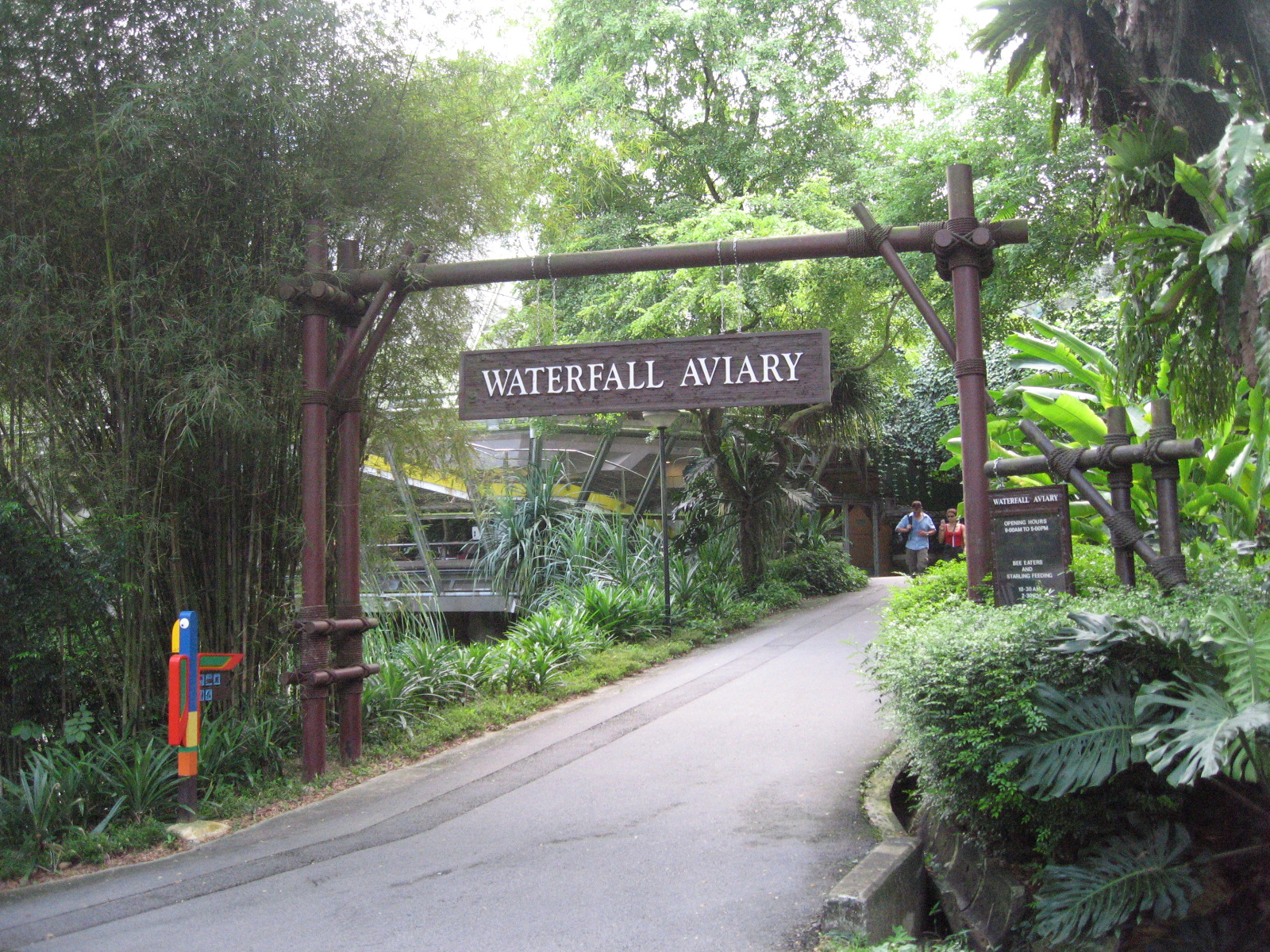
Eingangsbereich zur Wasserfall-Voliere im Jurong Bird Park
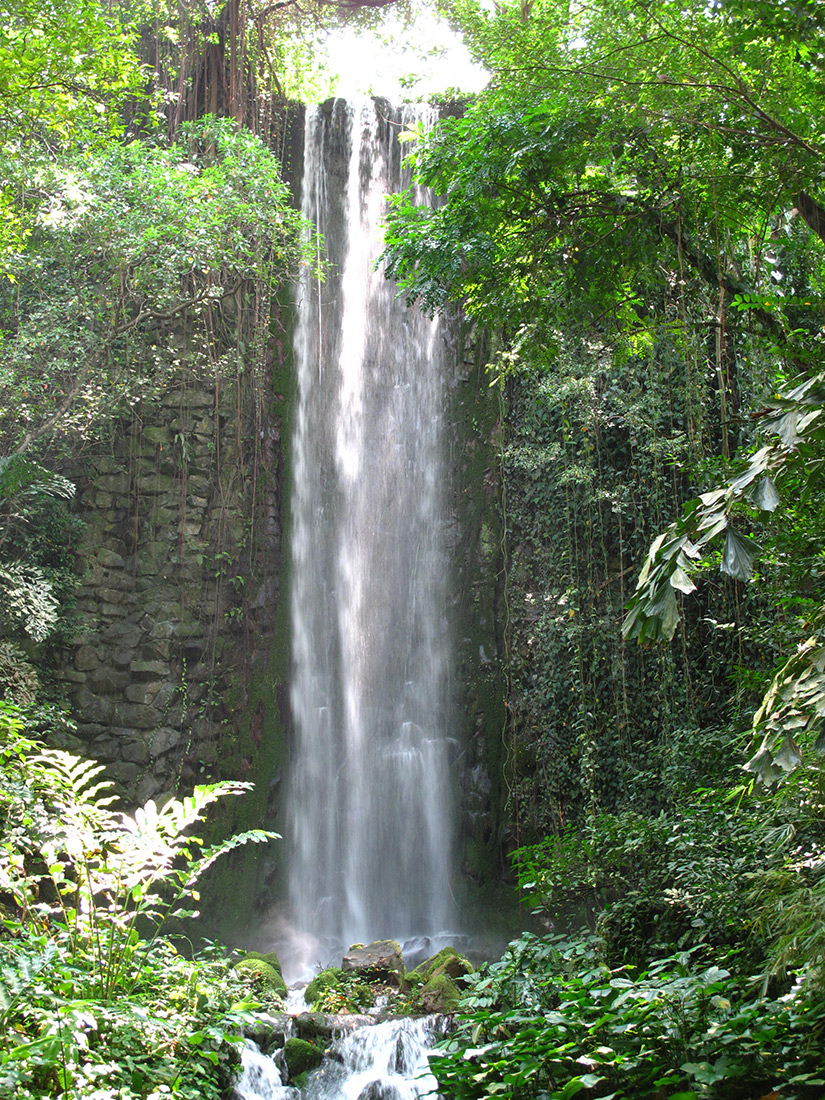
Wasserfall im Jurong Bird Park

### Feuchtgebiete (Wetlands)
Der Themenbereich für Feucht- und Sumpfgebiete wurde mit verschiedenen Beobachtungsstationen, die mit Schilf eingedeckte Dächer haben, für die Besucher errichtet und ermöglichte die Beobachtung der vielen verschiedenen Vogelarten, die diese weltweit schrumpfenden Lebensräume besiedeln oder auf diese Lebensraumbedingungen angewiesen sind. Eine Maschine zur Wellenerzeugung wurde installiert, um die Bildung von unerwünschten Algen in den offenen Wasserflächen zu verhindern und die erzeugten Wellen erfreuten die Rosapelikane. Um den Bedürfnissen möglichst vieler Vogelarten zu entsprechen, wurden bestimmte Pflanzenarten für die Bepflanzung ausgewählt und mehrere Brutplattformen eingerichtet.
Folgende Vogelarten wurden im Park in dieser Themenzone zum Beispiel gehalten:
Der Abdimstorch (Ciconia abdimii), die Herbstpfeifgans (Dendrocygnas autumnalis), der Schwarzstirnlöffler (Platalea minor), der Schwarzkopfibis (Threskiornis melanocephalus), der Kahnschnabel (Cochlearius cochlearius), der Kuhreiher (Bubulcus ibis), die Haubenmaina (Acridotheres cristatellus), der Löffler (Platalea leucorodia), der Hammerkopf (Scopus umbretta), die Hawaiigans (Branta sandvicensis), der Sunda-Marabu (Leptoptilos javanicus), die Langschwanz-Spottdrossel (Mimus longicaudatus), die Madagaskarente (Anas melleri), der Chilepelikan (Pelecanus thagus), der Zweifarben-Glanzstar (Lamprotornis bicolor), der Rosalöffler (Platalea ajaja), der Rosenstar (Pastor roseus), der Scharlachsichler (Eudocimus ruber), der Stachelibis (Threskiornis spinicollis) und der Witwenpfeifgans (Dendrocygna viduata).

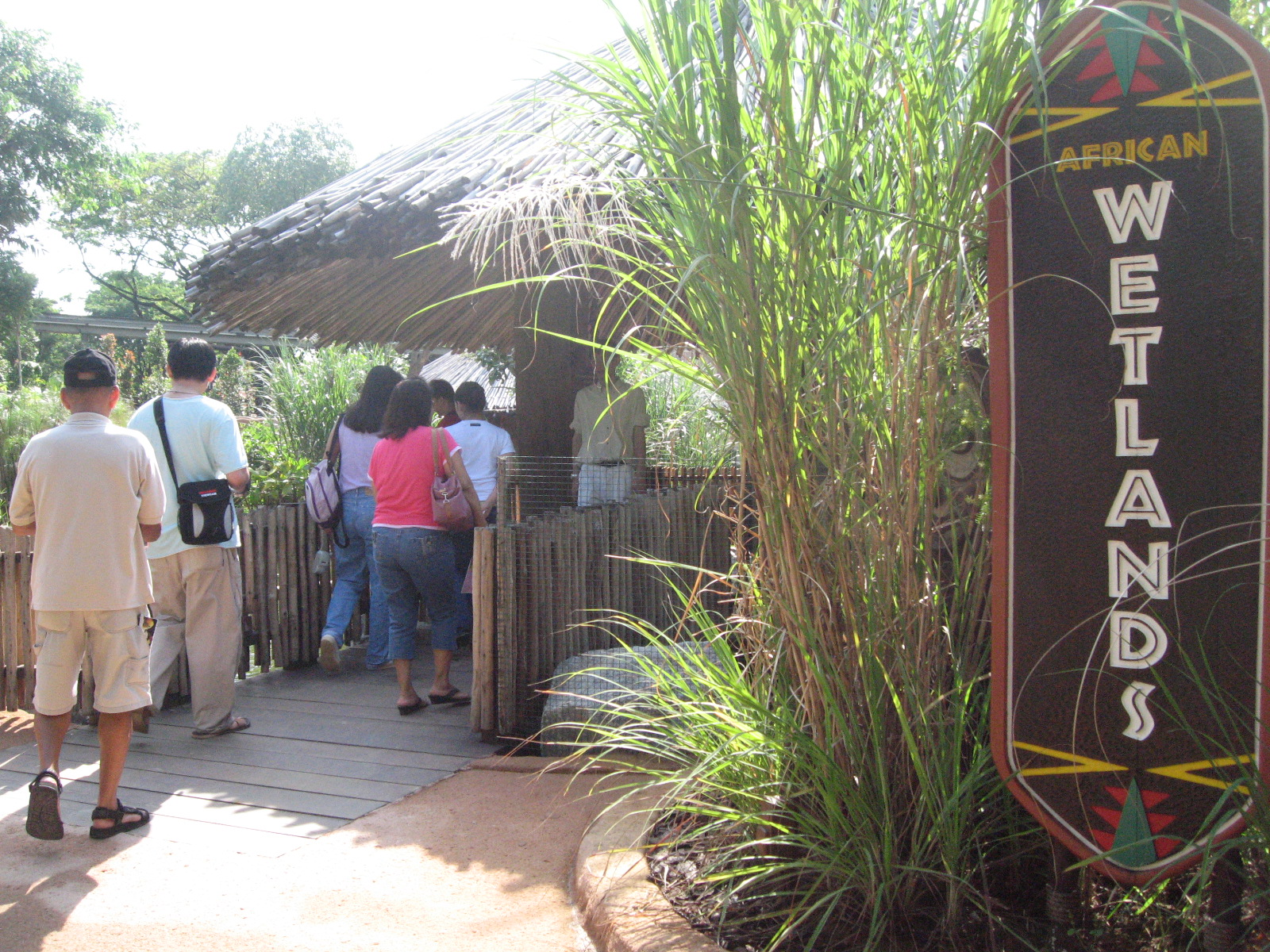
Eingangsbereich Feuchtgebiete im Jurong Bird Park

### Brut- und Aufzuchtstation
In der Brut- und Aufzuchtstation arbeiteten Tierpfleger, Tierärzte und Wissenschaftler rund um die Uhr, um die Erhaltungs- und Nachzuchten der verschiedenen Vogelarten sowie die Pflege von kranken und verletzten Vögeln zu gewährleisten. Für die Nachzuchten wurden Eier aus verlassenen Nestern oder Eier von stark bedrohten Arten in die Brutmaschinen gebracht, nachdem sie unter speziellen Lampen auf eine Befruchtung überprüft worden waren. Die geschlüpften Küken wurden von Hand aufgezogen, mehrmals pro Tag gefüttert und fortlaufend gepflegt. Auch verletzte Vögel aus den Volieren im Vogelpark wurden hier untersucht und Pflegemaßnahmen zur Heilung der Verletzungen durchgeführt.

## Jurong Bird Park Panorail
Im Zeitraum von 1992 bis 2012 verkehrte im Park eine Einschienenbahn, die Jurong Bird Park Panorail. Im Park wurde ein Model der Einschienenbahn für die Besucher bereitgestellt.

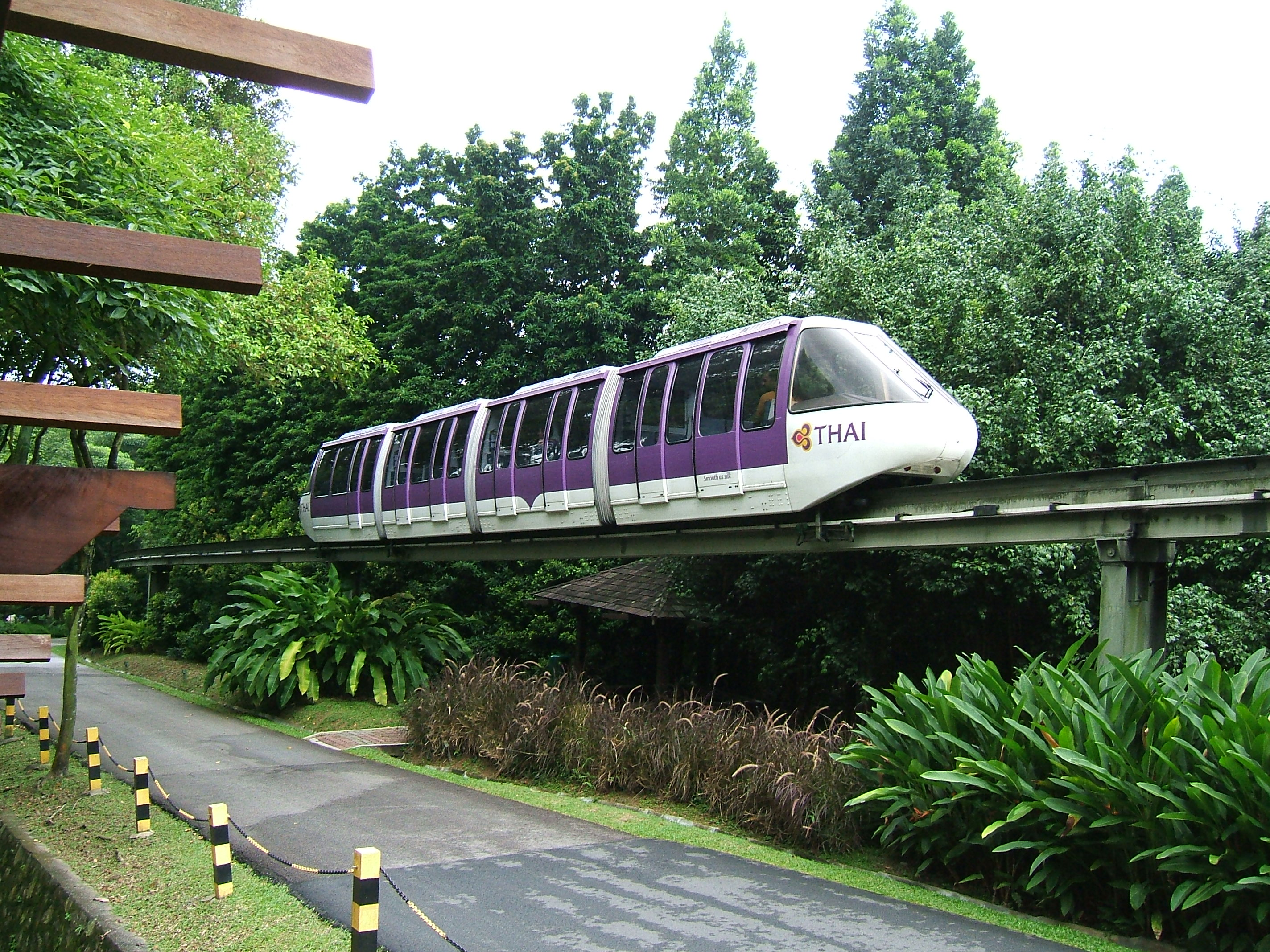
Ehemalige Panorail im Jurong Bird Park
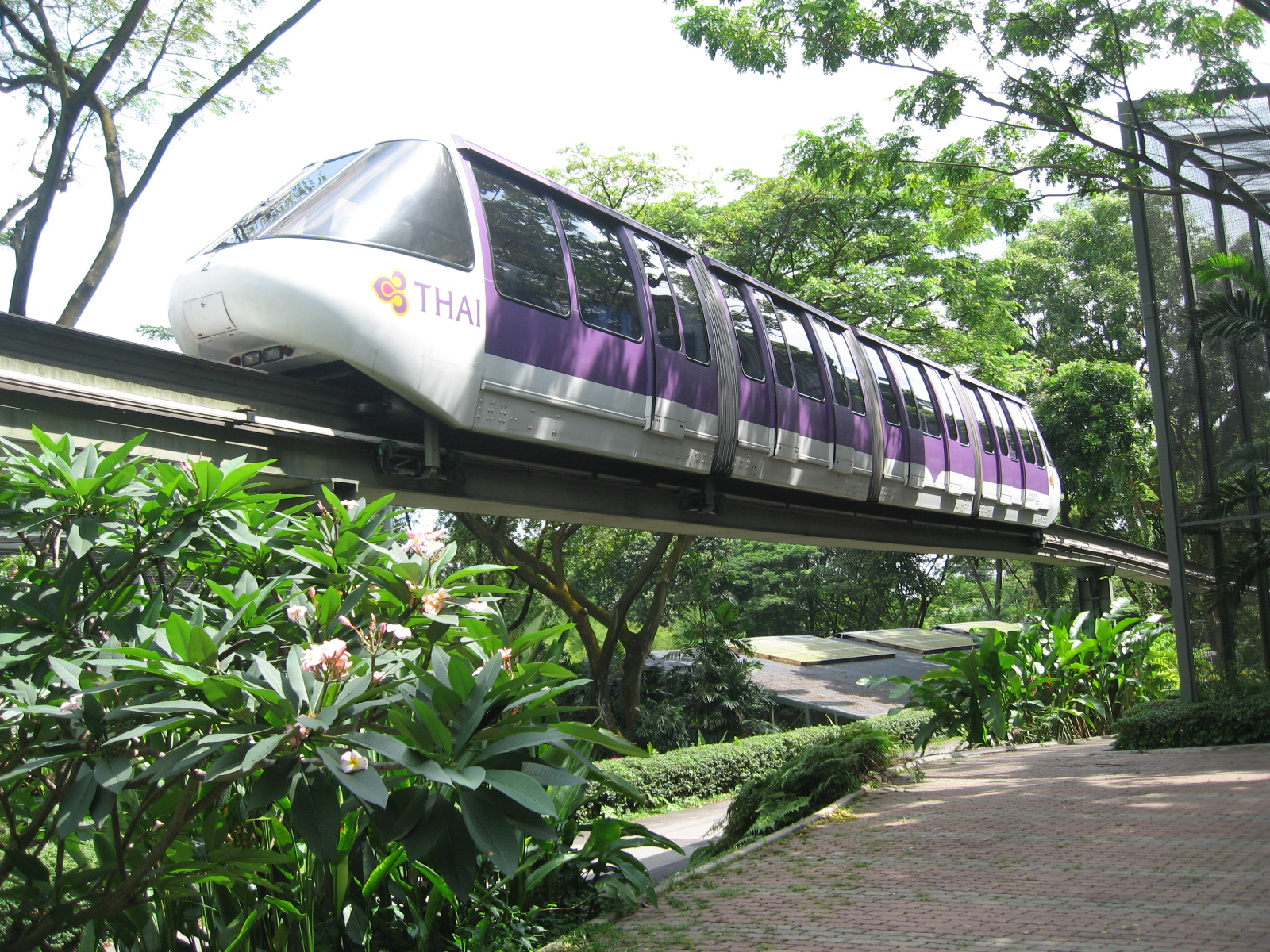
Ehemalige Panorail über einem Fußweg im Jurong Bird Park

## Ausblick und Parkschließung im Jahr 2023
Wildlife Reserves Singapore hat angekündigt, dass der Jurong Bird Park am 1. Juni 2016 nach Mandai umzieht. Der neue Vogelpark wurde am 8. Mai 2023 als Bird Paradise eröffnet. Der Jurong Bird Park wird dann der Regierung zur zukünftigen Entwicklung übergeben, die möglicherweise die Universal Studios Jurong, den Harry Potter Theme Park präsentieren könnte.
Der Jurong Bird Park schloss nach 51 Jahren offiziell seine Tore am 3. Januar 2023 und der vorhandene Tierbestand wurde nach dem Umzug ein Bestandteil des neuen aus fünf zoologischen Parks bestehenden Mandai Wildlife Reserve.